# Margaret Thatcher
« Thatcher » redirige ici. Pour les autres significations, voir Thatcher (homonymie).
Pour les articles homonymes, voir Dame de fer.
Margaret Thatcher ([ˈmɑːɡrɪt ˈθatʃə(ɹ)]), baronne Thatcher, née Margaret Roberts le 13 octobre 1925 à Grantham (Angleterre) et morte le 8 avril 2013 à Londres (Angleterre), est une femme d'État britannique, Première ministre du Royaume-Uni du 4 mai 1979 au 28 novembre 1990.
Fille d'un épicier et d'une couturière, elle est chimiste au Somerville College (Oxford), puis avocate. Elle fait son entrée au Parlement du Royaume-Uni en 1959 et exerce la fonction de secrétaire d'État à l'Éducation et aux Sciences dans le gouvernement Heath, de 1970 à 1974.
Elle est la première femme élue pour diriger le Parti conservateur (1975), puis à accéder à la fonction de Première ministre du Royaume-Uni (1979). Arrivée au pouvoir dans un pays en situation d'instabilité, elle en redirige l'économie en mettant en place une série de réformes radicales. Avec trois élections générales remportées de façon consécutive, elle effectue le plus long mandat ininterrompu de Première ministre depuis Robert Jenkinson, 2e comte de Liverpool (1812-1827). Elle quitte finalement la tête du gouvernement du fait d’une fronde ayant éclaté au sein de son camp en raison de son projet de poll tax et de son euroscepticisme.
Affichant des convictions chrétiennes méthodistes, conservatrices et libérales, elle invoque la souveraineté britannique, la protection de l'intérêt de ses administrés et l’État de droit. Fortement influencée par les idées issues du libéralisme économique, elle conduit d'importantes privatisations, réduit l’influence des syndicats, baisse les impôts directs, maîtrise l'inflation et le déficit public. Cette politique s'accompagne d'une hausse puis d'une baisse du chômage, d'une augmentation significative du produit intérieur brut, d'un accroissement des inégalités économiques et d'une augmentation des impôts indirects. En politique étrangère, elle s’oppose à l'URSS, promeut l'atlantisme, lance la guerre des Malouines et défend le libre-échange au sein de la Communauté économique européenne. L'ensemble de ses politiques, notamment ses mesures économiques libérales, est connu sous le nom de « thatchérisme ».
Margaret Thatcher est l'une des figures politiques britanniques à la fois les plus admirées et les plus détestées. Le surnom de « Dame de fer » — que le journal L'Étoile rouge, organe de l'armée soviétique, lui décerne en 1976 dans le but de stigmatiser son anticommunisme — symbolise sa fermeté face aux grévistes de la faim de l'IRA provisoire en 1981 ou aux mineurs grévistes en 1984-1985 et se répandra dans le monde entier. Associée à la « révolution conservatrice » des principaux pays occidentaux, l'influence de son passage au gouvernement du Royaume-Uni est souvent qualifiée de « révolution » sur les plans politique, idéologique et économique.
Au-delà des conservateurs, elle a influencé une partie des travaillistes, notamment Tony Blair. Elle figure dans les premières positions des classements des Premiers ministres britanniques et se voit considérée comme la plus renommée des dirigeants politiques britanniques depuis Winston Churchill.

## Situation personnelle

### Naissance et famille

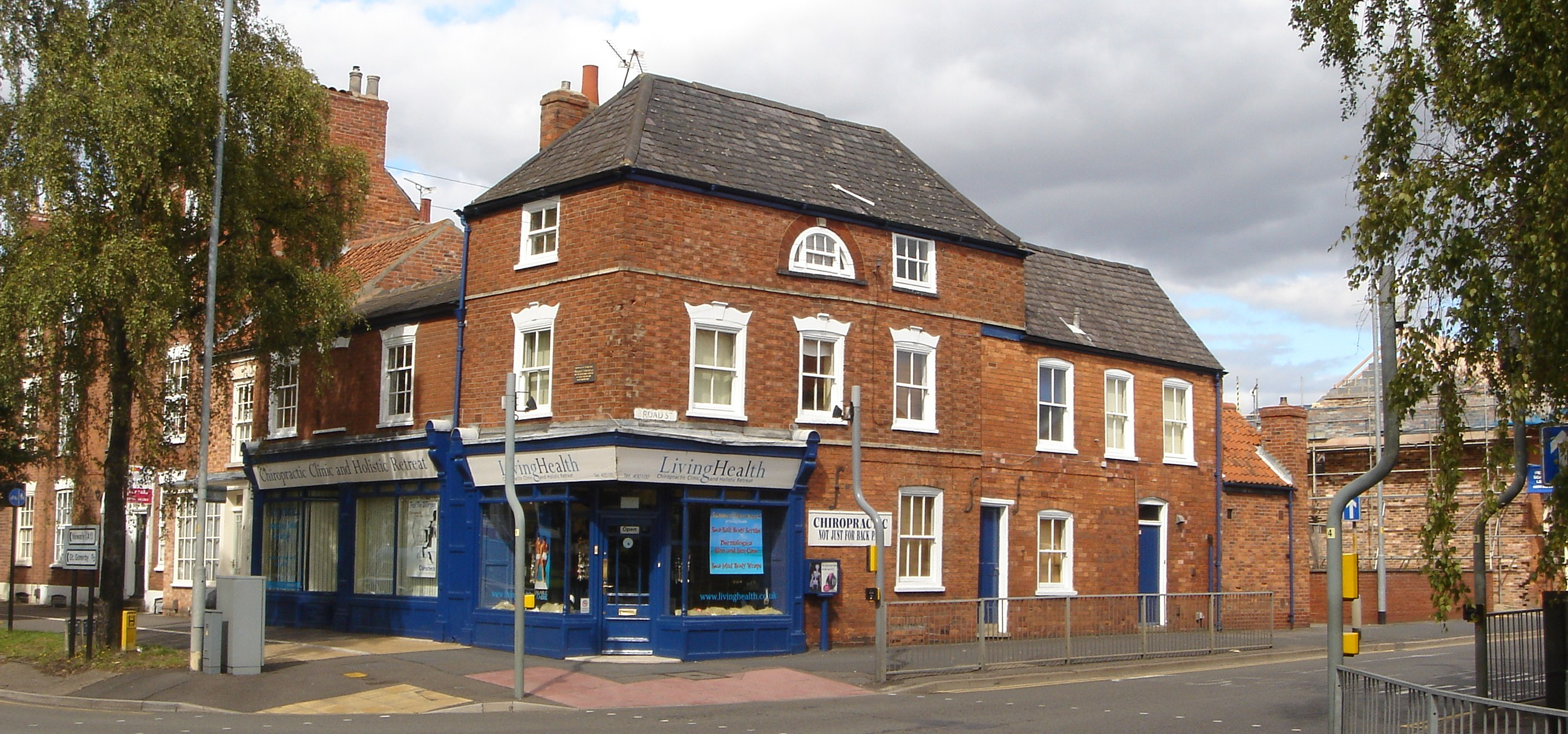
Maison natale de Margaret Thatcher à Grantham.

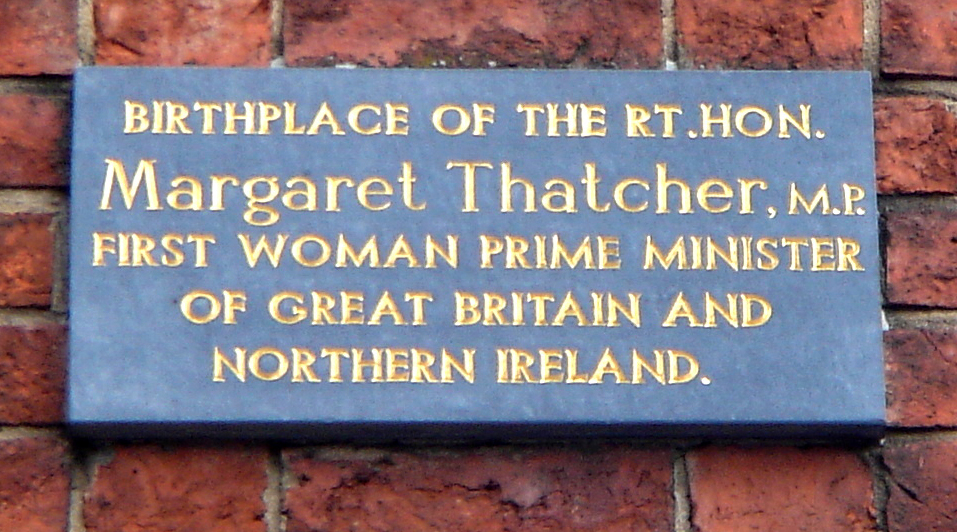
Plaque commémorative ornant la maison natale de Margaret Thatcher.

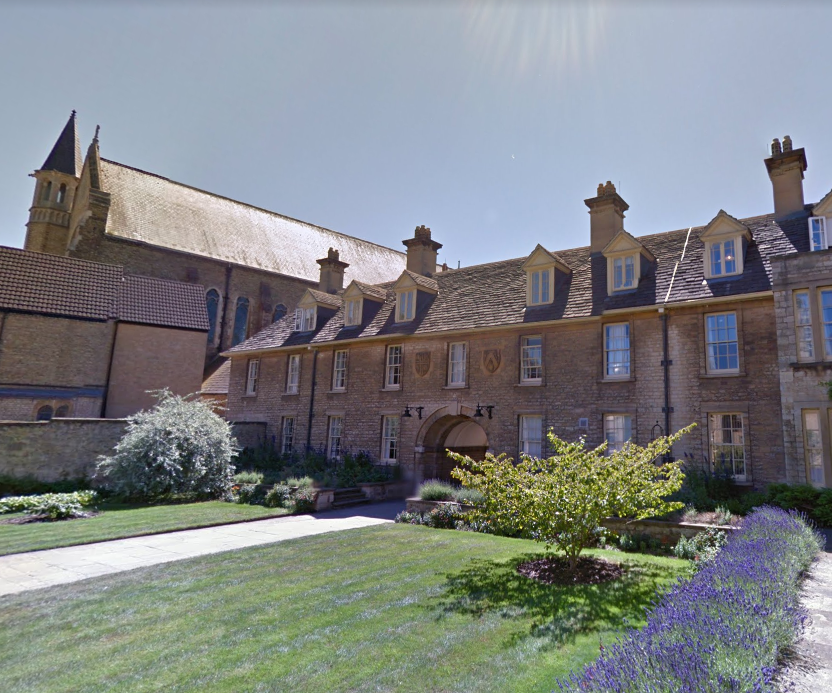
Somerville College, Oxford.

Margaret Hilda Roberts naît le 13 octobre 1925 à Grantham, en Angleterre, au sein de la classe moyenne,. Avec sa sœur Muriel, elle est la fille d'Alfred Roberts (1892-1970) et de Beatrice Roberts, née Stephenson (1888-1960). Sa mère est couturière, un de ses grands-parents, gallois, est cordonnier, l'autre, irlandais, est cheminot. Membre du Parti conservateur local, son père est à l'origine un petit épicier de quartier qui va connaître une ascension sociale grâce au travail et à l'épargne au point de devenir brièvement maire de Grantham de 1945 à 1946, perdant son mandat de conseiller municipal lorsque le Parti travailliste remporte pour la première fois les élections municipales en 1950. Sa sœur aînée, Muriel (1921-2004), est née dans l'appartement au-dessus de la boutique familiale.

### Jeunesse et études

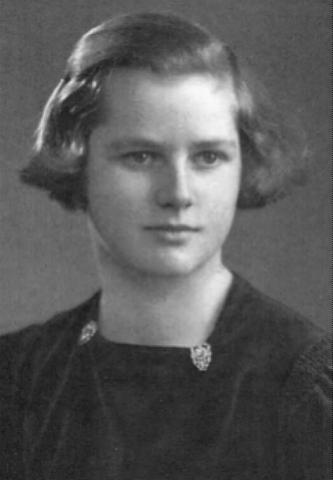
Margaret Roberts, âgée de 13 ans.

Margaret Roberts va pendant sa jeunesse aider à faire fonctionner l'épicerie, ce qui suscitera chez elle des options favorables au libre-échange et au marché. Elle reçoit une éducation rigoureuse et très imprégnée par le méthodisme et les sermons que prononce son père. La foi de Margaret Thatcher est l'un des fondements du thatchérisme : sa morale religieuse enjoint aux hommes de « travailler dur », afin d'élever leur position sociale par l'épargne et le mérite, ce qui constitue un lien évident avec L'Éthique protestante et l'Esprit du capitalisme de Max Weber. Elle confia à ce propos : « Nous étions méthodistes, c'est-à-dire que nous aimions l'ordre, la précision et la rigueur ». Elle découvre très jeune la politique à travers l'engagement de son père.
Élève brillante, elle se révèle comme bourreau de travail, aptitude qu'elle préservera sa vie durant. Elle étudie jusqu'au lycée à Grantham, rejoignant la Kesteven and Grantham Girls' School avec une bourse. Elle y passe la première partie de la Seconde Guerre mondiale. En 1943, elle est admise, sur concours après repêchage, au Somerville College de l'université d'Oxford, pour un cursus de chimie. Elle est alors la première de sa famille à entrer dans une « Oxbridge », qu'elle finance grâce à des bourses. Elle étudie la cristallographie sous la tutelle de Dorothy C. Hodgkin (prix Nobel de chimie en 1964), et effectue des recherches sur la gramicidine B, un antibiotique polypeptidique. Elle sort de l'université avec une licence de chimie. Elle rejoint dès son arrivée l'Oxford University Conservative Association (OUCA), l'association des étudiants conservateurs d'Oxford et, en octobre 1946, elle en devient la présidente, étant la troisième femme à accéder à ce poste. Son origine sociale et son engagement politique font d'elle une personnalité atypique, la plupart des étudiants étant progressistes et de milieu social élevé. Alors qu'elle a une aventure avec un étudiant d'un milieu aristocratique, elle est humiliée par la famille de celui-ci pour son rang social inférieur. Malgré le snobisme ambiant, elle parvient à faire passer le nombre de membres de l'OUCA de 400 à son arrivée à plus de 1 000 durant sa présidence. En 1946, elle participe au congrès du Parti conservateur britannique à Blackpool, où pour la première fois elle rencontre la base militante du Parti conservateur.

### Carrière professionnelle
De 1947 à 1951, Margaret Roberts travaille dans le secteur de la recherche en chimie, dans l'industrie des plastiques, chez BX Plastics. En 1949, désignée candidate conservatrice dans la circonscription de Dartford dans le Kent ; elle déménage de Colchester et rejoint la compagnie J. Lyons and Co. (en).

## Parcours politique

### Débuts (1950-1959)

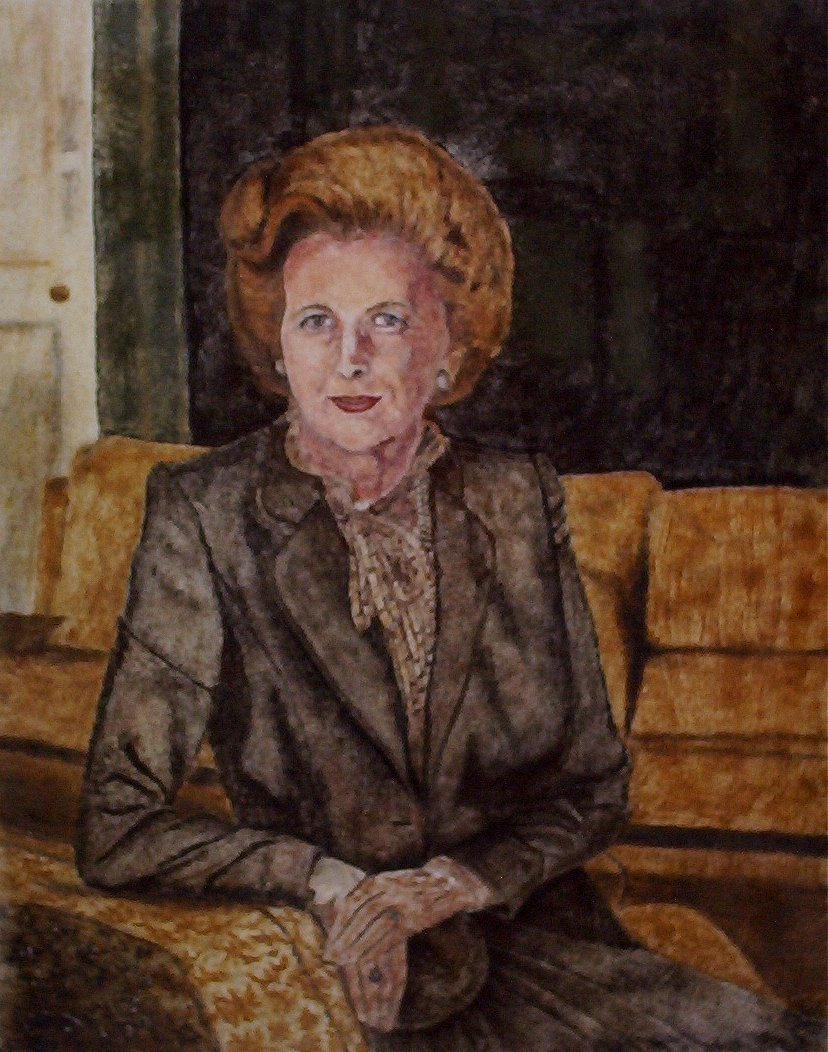
Margaret Thatcher, à la résidence des Premiers ministres.

Aux élections de 1950, Margaret Roberts brigue un mandat de députée dans le bastion travailliste que le parti lui a assigné à Dartford, dans le Kent, mais elle échoue, réduisant néanmoins de 6 000 voix l'avance travailliste. À 24 ans, elle est la plus jeune femme candidate du pays. Il est rare à l'époque qu'une femme fasse de la politique, ce qui est d'ailleurs généralement mal vu. L'année suivante, elle se représente et prend 1 000 voix supplémentaires à son concurrent travailliste. Ses discours reflètent déjà les idées qui guideront sa politique future, tel ce discours tenu à Dartford :

« Notre politique n'est pas fondée sur la jalousie ou sur la haine, mais sur la liberté individuelle de l'homme ou de la femme. Nous ne voulons pas interdire le succès et la réussite, nous voulons encourager le dynamisme et l'initiative. En 1940, ce n'est pas l'appel à la nationalisation qui a poussé notre pays à combattre le totalitarisme, c'est l'appel de la liberté. »

Margaret Roberts commence des études juridiques en 1950, y consacrant ses soirées ou ses week-ends durant trois années. Elle rencontre à cette époque Denis Thatcher (1915-2003), un divorcé de milieu aisé. Celui-ci recherche une relation stable et sûre, tandis qu'elle recherche un mari qui pourra subvenir à ses besoins pendant qu'elle se consacre à la politique. Ils se marient le 13 décembre 1951 à la Chapelle Wesley, haut lieu du méthodisme à Londres. Si leur mariage n'est pas passionnel, leur relation sera extrêmement forte, et la mort de Denis, en 2003, affectera considérablement Margaret. De leur union naissent des jumeaux, en 1953 : Mark et Carol, prématurés de six semaines. Ce mariage marque également une rupture : elle quitte sa ville d'origine et son milieu social, et se convertit à l'anglicanisme, religion de son mari. Cette décision est politiquement opportune, car à cette époque les politiciens du Parti conservateur étaient tenus d'appartenir à cette religion. L'année suivante, elle devient barrister spécialisée en droit fiscal.

### Députée du Finchley (1959-1992)
Margaret Thatcher tente à plusieurs reprises d'obtenir l'investiture du parti dans des circonscriptions conservatrices. En 1958, elle est choisie pour être la candidate conservatrice au Parlement dans la circonscription de Finchley (Nord de Londres), qui a la caractéristique d'avoir une forte communauté israélite, ce qui aura sans doute des répercussions sur sa politique étrangère future, plutôt pro-israélienne, quand la tradition conservatrice était plutôt pro-arabe. Le 8 octobre 1959, elle remporte l'élection avec 29 697 voix contre 13 437 à son adversaire travailliste, et entre pour la première fois à la Chambre des communes. Elle sera élue sans discontinuer aux Communes jusqu'en 1992, soit pendant 32 ans.
Les débuts politiques de Margaret Thatcher ne sont pas facilités par le sexisme qu'elle doit subir, en particulier dans le Parti conservateur.
La première loi qu'elle propose, le 5 février 1960, vise à permettre à la presse de relater les délibérations des conseils municipaux. À l'issue de son maiden speech (en) (premier discours donné par un nouveau membre du Parlement britannique), sa proposition de loi est adoptée par 152 voix contre 39 et son talent d'oratrice est salué, tant par ses collègues députés que par la presse, le Daily Express titrant « une nouvelle étoile est née ». C'est à cette occasion qu'elle rencontre Keith Joseph, qui restera très proche d'elle et l'influencera fortement.
À la faveur d'un remaniement, en octobre 1961, elle devient Junior Minister (fonction semblable à celle de sous-secrétaire d'État durant la IIIe République française) auprès du ministre des Retraites et de l'Assurance sociale au sein du gouvernement de Harold Macmillan, où sa maîtrise du complexe dossier des retraites impressionne très favorablement ses collègues. À ce poste, elle découvre la lourdeur de l'administration, critique notamment le fait qu'on « paye davantage une femme quand elle est sans-emploi que quand elle travaille », soutient l'instauration de la retraite par capitalisation afin d'augmenter la retraite de base. Elle considère, à titre privé, que son parti a abandonné ses valeurs et notamment la liberté d'entreprendre. Pour The Guardian, « elle paraissait capable de les mettre tous à la retraite et de faire leur boulot ». Elle conserve ses fonctions jusqu'à la défaite des conservateurs, à l'issue des élections de 1964, où elle est réélue à Finchley avec 8 802 voix d'avance sur le candidat du Parti libéral John Pardoe (en).
Margaret Thatcher soutient alors Edward Heath à la tête du parti tory contre Reginald Maudling. De 1964 à 1970, elle exerce la fonction de porte-parole de son parti à la Chambre des communes. En tant que députée, elle est l'un des seuls conservateurs à soutenir la dépénalisation de l'homosexualité masculine et la légalisation de l'avortement. Parallèlement, elle prend parti contre l'abrogation de la peine de mort et contre l'assouplissement des lois sur le divorce. Lors du congrès du Parti conservateur du 1966, elle s'oppose fortement au Parti travailliste et à sa politique fiscale, qu'elle juge être un pas en direction « non seulement du socialisme mais aussi du communisme »,.
Réélue à Finchley lors des élections de 1966, elle rejoint le « Cabinet fantôme » conservateur d'Edward Heath en octobre 1967 et se voit confier le ministère de l'Énergie, puis celui des Transports en 1968 et l'Éducation nationale quelques mois plus tard à la veille des élections de 1970.

### Secrétaire d'État à l'Éducation et aux Sciences (1970-1974)
Lors des élections générales de 1970, Margaret Thatcher est réélue dans sa circonscription avec une majorité de plus de 11 000 voix, tandis que les conservateurs l'emportent au niveau national. Elle est nommée secrétaire d'État à l'Éducation et aux Sciences par Edward Heath le 20 juin 1970.
Sa politique est marquée par la volonté de protéger les « grammar schools » (sélectives et spécialisées), contre les « comprehensive schools (en) » (généralistes), échouant principalement du fait des réticences du Premier ministre, alors que l'opinion publique est majoritairement en faveur des comprehensive schools et de la fin du système tripartite. Elle défend également l'Open University, système d'enseignement à distance que le chancelier de l'Échiquier, Anthony Barber, voulait supprimer pour des raisons budgétaires.
Devant couper dans les dépenses de son ministère, elle décide en 1971 de supprimer la distribution gratuite de lait pour les enfants de sept à onze ans, prolongeant la politique du Parti travailliste qui l'avait supprimée pour les classes secondaires, obtenant en contrepartie une augmentation des crédits pour l'éducation. Cette décision suscite une importante vague de protestations et lui vaut le quolibet de « Thatcher Thatcher, Milk Snatcher », En revanche, elle s'oppose à l'augmentation des frais pour l'accès aux bibliothèques. S'étant considérablement exposée politiquement sans obtenir de gain en contrepartie, elle tirera de cette expérience une leçon politique : n'aller à l'affrontement que pour les combats d'importance majeure,.
Par ailleurs, Margaret Thatcher instaure la scolarité obligatoire jusqu'à seize ans, lance un grand programme de rénovation des écoles primaires, passablement délabrées, et augmente le nombre de crèches. En ce qui concerne la recherche, Thatcher, à cette époque pro-européenne, investit des sommes substantielles dans le CERN.
Après le U-Turn (la volte-face) du Premier ministre Edward Heath, qui change radicalement de politique devant la pression de la rue, elle renonce un temps à pratiquer une politique libérale et ne se montre alors pas plus économe que ses prédécesseurs, ce qui lui permet de gagner en popularité. Plus tard, elle sera très critique envers son propre bilan au gouvernement.
À la suite de la courte défaite des conservateurs aux élections de février 1974, lors desquelles elle est réélue avec une majorité de 6 000 voix, elle devient shadow ministre de l'Environnement (qui englobe à cette époque le Logement et les Transports).

### Chef de l'opposition officielle (1975-1979)

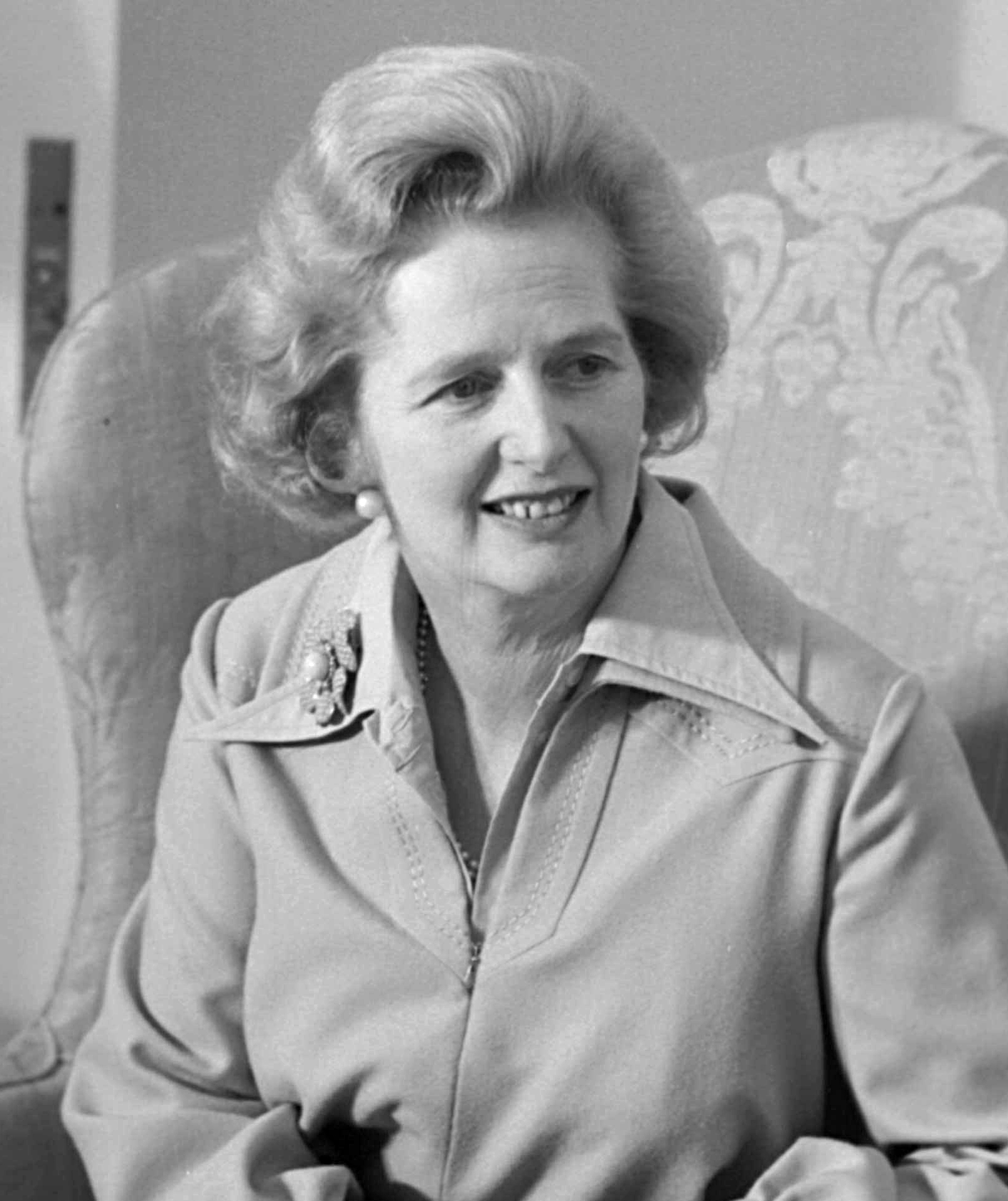
Margaret Thatcher, le 18 septembre 1975.

#### Désignation
Alors que de nombreux conservateurs sont favorables au keynésianisme, Margaret Thatcher se rapproche de Keith Joseph et devient vice-présidente du Centre for Policy Studies, dont elle partage les analyses sur les causes de la défaite des conservateurs : tous deux estiment que le gouvernement Heath a perdu le contrôle de la politique monétaire et s'est discrédité par ses revirements permanents (« U-turns »). Peu à peu, un nombre croissant de conservateurs perçoivent que la politique menée par ce gouvernement a conduit le pays à un déclin relatif puis complet, et recherche une alternative à Edward Heath. Margaret Thatcher estime que le déclin de ce pays qu'on qualifie alors d'« homme malade de l'Europe », n'est pas inéluctable si l'on se réfère aux conceptions libérales et si l'on cesse de plier face aux syndicats, dont les grèves massives paralysent épisodiquement le pays.
De nouvelles élections générales ont lieu en octobre 1974. Margaret Thatcher est au centre de la campagne, principalement du fait de la proposition que Heath lui a demandé de défendre : l'abolition des rates, les impôts locaux. Le 10 octobre 1974, elle est réélue avec une majorité assez étroite (3 000 voix) dans sa circonscription. Au niveau national, le Parti travailliste remporte la majorité des sièges et Harold Wilson devient Premier ministre.
Edward Heath remet son poste de chef du Parti conservateur en jeu. Initialement candidat, Keith Joseph se retire à la suite d'une « gaffe » dans un discours,,. Margaret Thatcher décide alors de se présenter. Le 4 février 1975, après avoir méthodiquement mené campagne auprès des députés, avec le soutien d'Airey Neave, elle obtient 130 voix et, à la surprise générale, devance Edward Heath (119 voix), qui annonce aussitôt son retrait. Le Daily Mail écrit que « le mot « sensationnel » est à peine adéquat pour décrire l'onde de choc qui secoua Westminster après l'annonce des résultats ». Au second tour, elle recueille 146 voix contre 79 à William Whitelaw. Elle prend la tête du parti le 11 février 1975 et devient chef de l'opposition officielle, première femme à occuper ce poste.
Héritant d'une formation politique idéologiquement déboussolée et ayant perdu deux élections consécutives, Margaret Thatcher se donne comme mission de redonner une doctrine politique claire au Parti, et de le préparer à la victoire pour les prochaines élections.

#### Anticommunisme

Margaret Thatcher en compagnie du chah d'Iran, Mohammad Reza Pahlavi, le 30 avril 1978.

À la tête du parti tory, Margaret Thatcher adopte une attitude anticommuniste, en particulier lors de discours comme celui de Kensington, le 19 janvier 1976, dans lequel elle accuse les Soviétiques d'aspirer à la domination du monde et de sacrifier le bien-être de leur population à cette fin. Cela lui valut le surnom de « dame de fer de l'Occident », donné par le journal du ministère de la Défense soviétique, L'Étoile rouge, et popularisé par Radio Moscou ; surnom qui lui plaira et lui restera dès lors attaché. Pour se forger une stature internationale, elle se rend dans trente-trois pays et rencontre de nombreux dirigeants, parmi lesquels Gerald Ford, Jimmy Carter, Valéry Giscard d'Estaing, Anouar el-Sadate, Mohammad Reza Pahlavi, Indira Gandhi, Golda Meir. En 1978, avec la plupart des chefs de partis conservateurs européens, elle participe à la création de l'Union démocrate européenne.
Sur le plan intérieur, critiquée par plusieurs figures conservatrices, Margaret Thatcher fait appel aux services d'une agence de publicité, Saatchi and Saatchi, pour gérer sa campagne, comme cela se fait déjà aux États-Unis, mais pas encore en Europe. Des affiches sont imprimées, représentant une file de chômeurs sur fond blanc (les figurants étaient en fait des adhérents du Parti conservateur), illustrée du slogan à double sens Labour Isn't Working (« Le travaillisme ne marche pas » / « Les travailleurs sont au chômage »). La presse reprend et diffuse ces affiches, qui n'avaient été imprimées qu'à une trentaine d'exemplaires, offrant à la campagne de Margaret Thatcher un large écho.
Les difficultés rencontrées par le gouvernement travailliste, obligé de demander trois prêts au FMI comme n'importe quel pays sous-développé, relancent les conservateurs, qui attaquent le bilan du gouvernement sur le chômage ou la surrégulation. En outre, l'hiver du Mécontentement de 1978-1979, lors duquel des grèves massives paralysent le pays, a des conséquences désastreuses pour l'économie et la population (mise au chômage technique de plus d'un million de personnes, fermetures d'écoles, de crèches, absence de soins pour les malades, coupures régulières d'électricité, etc.). Margaret Thatcher en profite pour dénoncer le « pouvoir immense des syndicats » et propose, « dans l'intérêt national », son soutien au gouvernement en contrepartie de mesures visant à réduire leur influence, mais le gouvernement refuse. Le 31 janvier 1979, Margaret Thatcher déclare :

« Quelques syndicats défient le peuple britannique. Ils défient les malades, ils défient les vieux, ils défient les enfants. Je suis prête à me battre contre ceux qui défient les lois de ce pays. […] Ce sont les tories qui doivent prendre seuls sur leurs épaules les responsabilités […] que ce gouvernement ne veut pas assumer. »

Le 28 mars 1979, le gouvernement Callaghan est renversé, à une voix près, par une motion de censure à l'initiative de Margaret Thatcher, soutenue notamment par le Parti libéral et par le Parti national écossais. Le lendemain, le Premier ministre annonce la dissolution du Parlement et la tenue d'élections le 3 mai,.

### Premier ministre du Royaume-Uni (1979-1990)

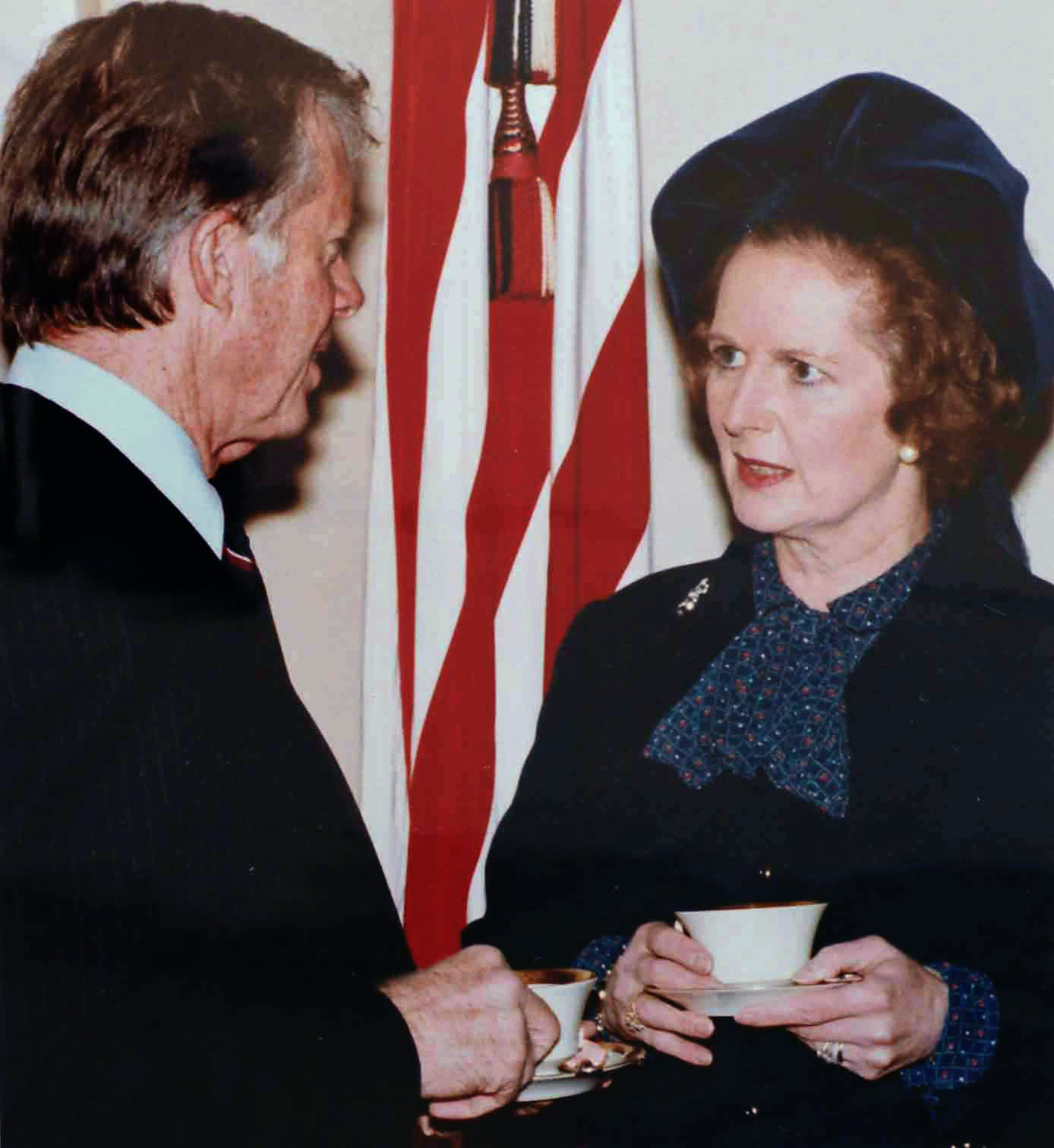
Margaret Thatcher et Jimmy Carter, le 17 décembre 1979 à la Maison-Blanche.

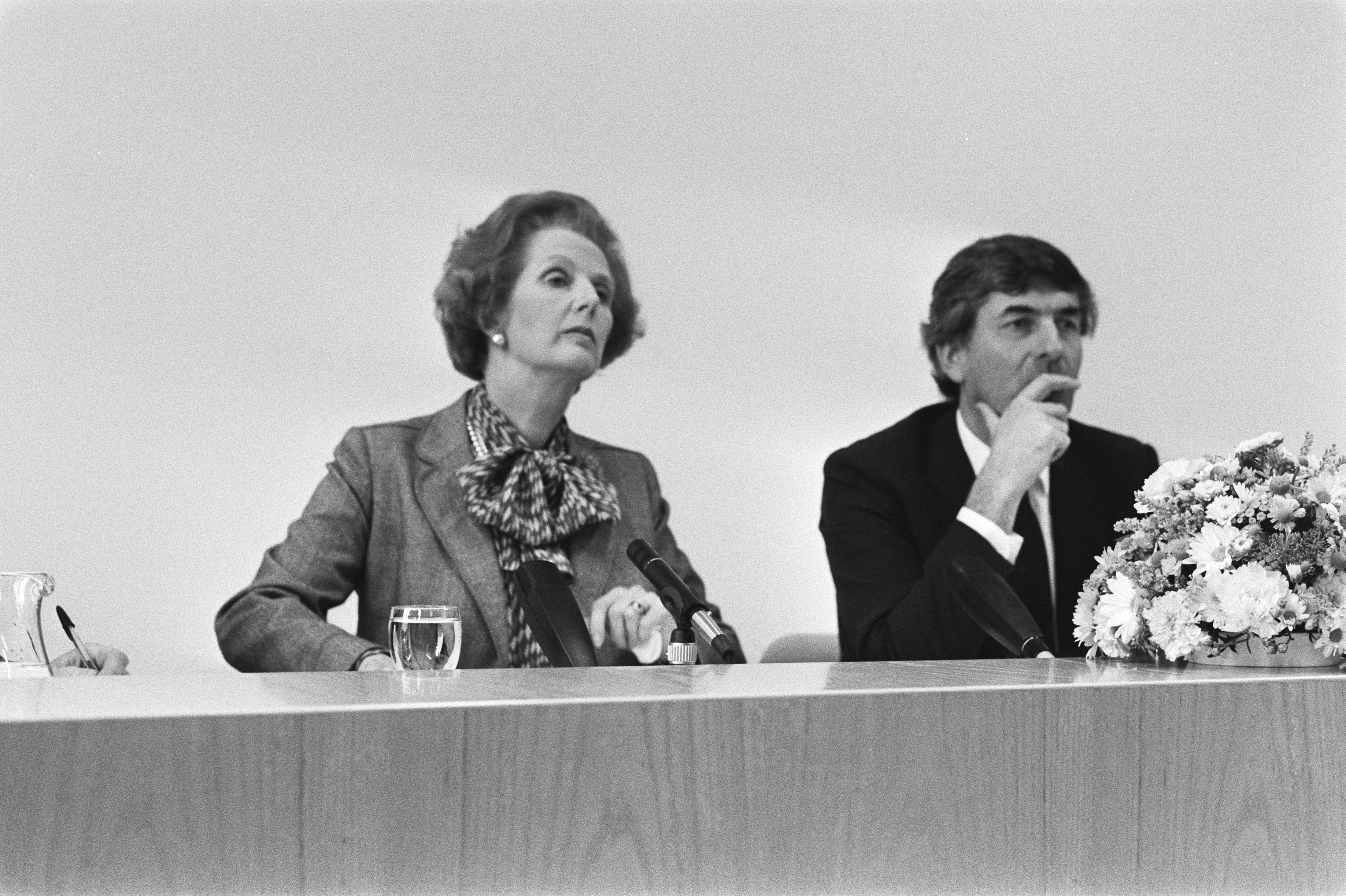
Thatcher avec Ruud Lubbers, Premier ministre des Pays-Bas, en septembre 1983.

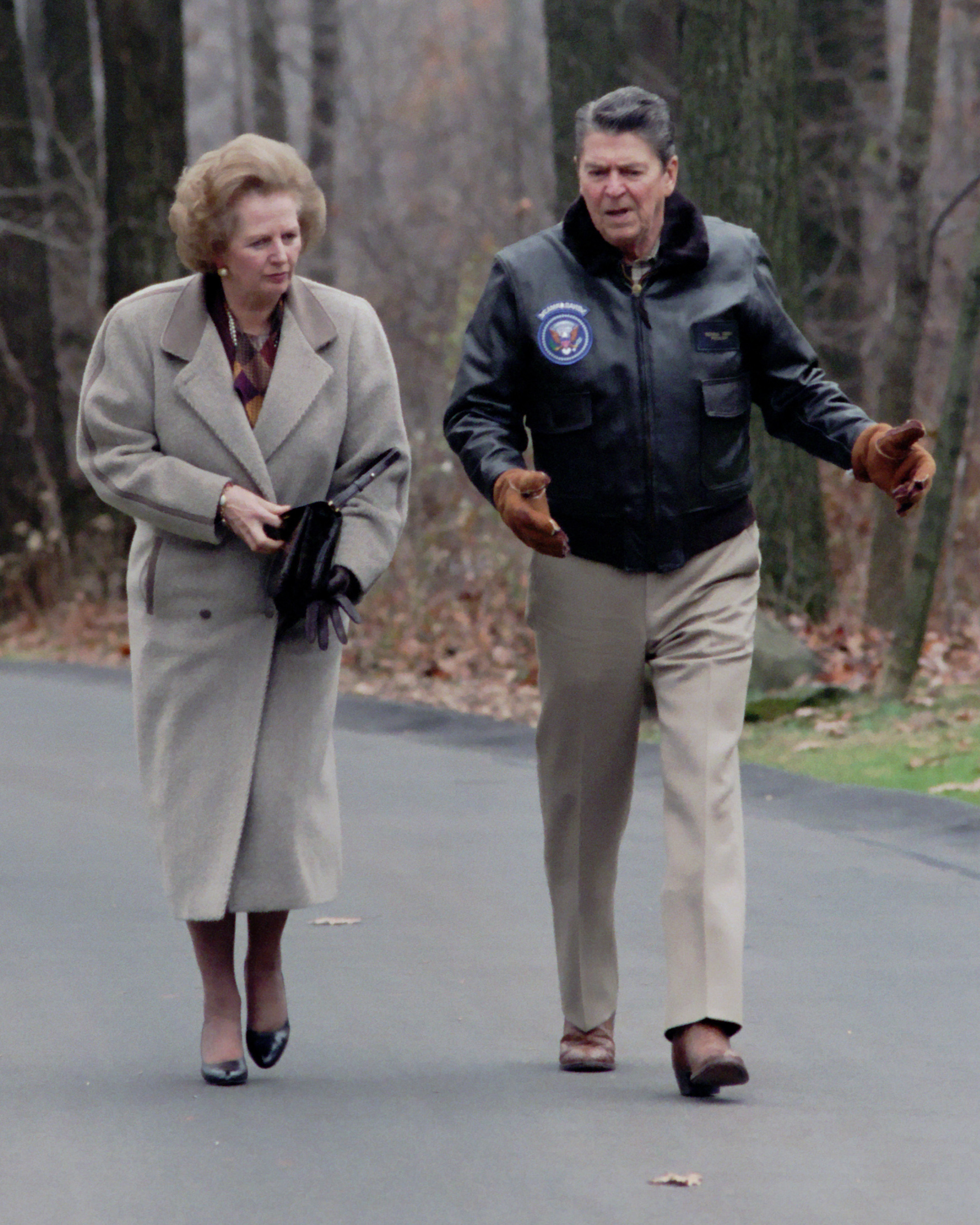
Ronald Reagan et Margaret Thatcher en 1986, à Camp David.

C'est dans un contexte marqué par une crise à la fois économique, sociale, politique et culturelle que Margaret Thatcher mène les conservateurs à la victoire le 3 mai 1979 (43,9 % des voix et 339 élus, contre 36,9 % et 269 élus aux travaillistes). Le lendemain, elle devient Premier ministre du Royaume-Uni, la première femme à diriger le gouvernement britannique et celui d'un pays européen.
Le Premier ministre apparaît alors relativement novice en politique, puisqu'elle dirige le Parti conservateur depuis seulement quatre années et qu'elle n'a pas véritablement occupé de poste de premier plan auparavant. Se décrivant elle-même comme « une femme de convictions », elle entend mettre en pratique un programme, appuyé sur quelques principes fondamentaux, pour enrayer le déclin du pays. Elle déclare le 10 octobre 1980 que « la dame ne fait pas demi-tour ! », se démarquant ainsi des revirements de l'ancien Premier ministre conservateur Edward Heath.

#### Politique intérieure

##### Économie et redéfinition du rôle de l'État
Margaret Thatcher orchestre une réduction importante du rôle de l'État, accompagnée du renforcement de son autorité sur les domaines qu'il conserve, au détriment des corps intermédiaires.
Elle lance ses réformes les plus importantes aux débuts de ses mandats, lorsque sa légitimité démocratique est incontestable. Lors de son premier mandat, elle entend libéraliser l'économie et réduire la dépense publique, ainsi que le déficit et la dette publique. Elle profite de sa deuxième victoire, en 1983, pour lancer un programme de privatisations et réduire le pouvoir des syndicats. Enfin, lors de son troisième mandat, son projet de réforme des impôts locaux provoque sa chute.

##### Politique monétaire
Lors de son premier mandat, afin de répondre à ses promesses électorales de réduire l'inflation, Margaret Thatcher reprend la politique monétariste entamée en 1976 par son prédécesseur travailliste, qui, combinée à d'autres mesures, a permis de ramener l'inflation de 24 % en 1975 à 8 % en 1978. Elle augmente donc, via le taux préférentiel d'escompte les taux d'intérêt de façon à restreindre l'accès au crédit, et dans l'objectif de limiter fortement l'évolution de l'agrégat £M. Dans le même temps, le contrôle des changes exercé par le gouvernement est aboli en octobre 1979. L'objectif est que les fonds britanniques soient investis à l'étranger, afin de diminuer cet agrégat monétaire. Ces choix suscitent de fortes réticences au sein de son équipe, qui a en mémoire les conséquences politiques engendrées par la précédente politique d'austérité, et qui connaît l'assimilation faite entre monétarisme et réduction des dépenses publiques, quand ses membres ne sont pas tout simplement keynésiens dans l'âme. Rapidement, ces choix se révèlent contre-productifs. Le secteur industriel privé juge financièrement insupportable la hausse du crédit, le taux de refinancement bancaire passant de 12 % à 17 % en quelques mois. L'objectif escompté de diminution de l'agrégat n'est pas atteint, les investisseurs plaçant en masse et à court terme leurs fonds sur des comptes aussi bien rémunérés. Une autre conséquence est l'augmentation de la livre sterling, qui acquiert le statut de pétromonnaie lors du deuxième choc pétrolier (1978-1979), le Royaume-Uni exploitant des champs pétroliers en mer du Nord. Cette hausse s'avère comporter des effets favorables à la lutte contre l'inflation, le pays étant globalement importateur net. Par contre, elle nuit à la compétitivité des entreprises exportatrices, et donc à la croissance. Le gouvernement revoit donc ses objectifs de décroissance de l'agrégat pour l'année suivante, et fixe au contraire comme cible une augmentation de 11 %. Cette décision produisant les mêmes effets, les faillites augmentent, et le nombre de chômeurs atteint trois millions de personnes. En 1981, le gouvernement prend donc la décision d'abaisser les taux d'intérêt.
Devant l'échec du monétarisme, la politique de Margaret Thatcher s'infléchit après son premier mandat, et s'oriente vers un pilotage par les taux de change, avec un objectif principal de lutte contre le chômage.

##### Politique fiscale
L'autre levier pour diminuer l'agrégat est de diminuer l'endettement de l'État, ce qui passe par une réduction du déficit public ou une hausse des impôts. Ce premier levier s'avère difficile à mettre en œuvre au tout début du premier mandat : les conservateurs ont en effet promis lors de la campagne électorale d'augmenter les salaires des fonctionnaires ; par la suite, le gouvernement s'est engagé auprès de l'OTAN à accroître ses dépenses dans le secteur de la Défense au rythme de 3 % par an. Il est donc décidé, pour le premier budget, une hausse globale des impôts. Celle des impôts directs étant exclue pour des raisons politiques (ils sont au contraire abaissés), ce sont les impôts indirects qui augmentent, la fonction redistributrice de l'impôt étant mise à l'écart, ce qui fera titrer au Sun « La guerre aux pauvres ». Les taux passent de 83 % à 60 % pour la tranche marginale la plus élevée de l'impôt sur le revenu, et de 33 % à 30 % pour le taux de base. L'abattement fiscal est majoré de 18 % et l'impôt sur le revenu passe de 11 tranches à 7, ce qui provoque des pertes de revenu estimées à 4,3 milliards de livres[réf. nécessaire]. Le taux de TVA, variant entre 8 et 12 % selon les produits, est augmenté uniformément à 15 %, venant mécaniquement restreindre la demande intérieure et alimenter l'inflation. Le premier budget du gouvernement Thatcher augmente les impôts de 500 millions de livres[réf. nécessaire].
En mars 1988, une réforme fiscale abaisse le taux maximal d’imposition sur les plus hauts revenus de 60 % à 40 %.

##### Politique industrielle et privatisations
Les privatisations, déjà entamées sous le premier mandat avec British Petroleum, British Aerospace, British Sugar (en), et la vente de licences à Mercury Communications (en) pour rompre le monopole de British Telecom, s'intensifient par la suite. La privatisation la plus remarquable est celle de British Telecom en 1984, consentie à un prix très bas, afin de garantir un profit aux actionnaires. Celle de British Gas, en 1987, s'accompagne de campagnes de publicité en faveur de l'actionnariat populaire. En 1987, c'est le tour de British Airways ; ce transporteur aérien déficitaire devient l'une des meilleures et plus rentables compagnies au monde. L'année suivante, British Steel est privatisée. Sous la présidence d'Ian McGregor, cette compagnie doit s'aligner sur la productivité des industries étrangères : en 1975, elle a en effet une productivité une fois et demi inférieure à la productivité allemande et deux fois et demi inférieure à la productivité américaine. À partir de 1979, elle augmente de 10 % par an. Cette entreprise perdant un milliard de livres par an avant sa privatisation devient ainsi le plus gros producteur d'acier européen.
Cette politique rencontre quelques critiques : l'État est accusé de « brader les bijoux de famille », et le public est déçu de voir que les privatisations ne bénéficient pas aux consommateurs, avec des prix plus bas ou une offre de produits et services de meilleure qualité, mais à de nouveaux oligopoles où souvent les politiques prennent les rênes une fois partis du gouvernement ; par ailleurs, la multiplication du nombre d'actionnaires ne doit pas cacher que nombre d'entre eux préfèrent revendre rapidement leurs titres une fois assurées des plus-values à court terme, et le programme de privatisations, bien qu'il soit poursuivi, cesse d'être utilisé en tant qu'argument électoral.
Pour Les Échos, « la restructuration — nécessaire — de l'industrie a été conduite avec une rare brutalité, faisant grimper le nombre des chômeurs de près de 2 millions à 3,2 millions entre 1980 et 1986 », avec une forte chute de la production industrielle entre mai 1979 et mars 1981. Le taux de chômage, de 5,4 % en 1979, atteint 11,8 % en 1983, avant de redescendre à 7,2 % en 1989, à la fin de son dernier mandat.

##### Vision du rôle de l'État
Illustration de sa volonté de faire évoluer le rôle de l'État, Margaret Thatcher déclarait dans un discours en 1975[source insuffisante] :

« Un homme a le droit de travailler comme il veut, de dépenser ce qu'il gagne, de posséder sa propriété, d'avoir l'État pour serviteur et non pour maître. Ce sont là les héritages britanniques. Ils sont l'essentiel d'une économie libre et de cette liberté dépendent toutes les autres. »

Margaret Thatcher promeut une politique économique qui sera ultérieurement appelée « capitalisme populaire » : elle encourage la classe moyenne à augmenter ses revenus grâce à la Bourse (le nombre de détenteurs d'actions au Royaume-Uni passe de trois millions en 1980 à onze millions en 1990). Elle permet, dès 1980, avec le Housing Act 1980, le rachat de logements sociaux par les locataires, c'est-à-dire le Right to Buy, permettant en sept ans la privatisation de plus d'un million de logements sociaux, détenus avant cela par les collectivités locales,. Le Housing Act de 1988 introduit le Assured shorthold tenancy (en) qui permet aux bailleurs de réviser le loyer une fois par an sans restriction. La section 21 permet, pour tout motif de cessation de bail sauf impayés de loyer, l'expulsion des locataires après un préavis d'au moins deux mois.
Cette réduction du rôle de l'État s'accompagne d'une diminution du nombre de corps intermédiaires : on observe la disparition de plusieurs centaines de Quangos (Quasi-Autonomous Non-Government Organisations : organismes paritaires) et plusieurs conseils de comté sont démantelés ou supprimés. À Londres, la suppression fin 1986 de la Greater London Council, dirigée par le populaire leader travailliste Ken Livingstone, est considérée comme une mesure politicienne.
Si la politique économique de Margaret Thatcher met l'accent sur la réduction de la dépense publique et la maîtrise du déficit public, les Archives nationales britanniques indiquent qu'elle se montre également économe dans sa gestion du 10 Downing Street, insistant par exemple pour en payer la planche à repasser.

#### Syndicalisme
Margaret Thatcher s'occupe également de la question des syndicats, qui disposent d'une influence considérable sur l'économie britannique lors de son arrivée au pouvoir : des responsables syndicaux non élus peuvent en effet provoquer d'importants mouvements de grève et paralyser le pays, comme ce fut le cas à l'occasion de l'hiver du Mécontentement avant l'élection de Thatcher. Cette puissance est en partie due à leur influence au sein même du Parti travailliste, alors nettement ancré à gauche.
Le conflit le plus significatif entre le nouveau pouvoir et les syndicats est la longue grève des mineurs britanniques de 1984-1985, dont Thatcher sort victorieuse. Cette grève, qui dure un an sans s'étendre aux autres activités du pays ou en grève générale, avait pour enjeu direct la question de la fermeture des puits de charbon déficitaires, une perspective catégoriquement rejetée par Arthur Scargill, le chef du NUM, le Syndicat national des mineurs. Les films Billy Elliot, Les Virtuoses et Pride évoquent ces grèves.
Durant son passage au pouvoir, cinq lois sur les syndicats sont votées : en 1980, 1982, 1984, 1987 et 1988. Ces lois ont pour objectif premier de mettre fin au « closed shop », qui permet à un syndicat de n'autoriser que les recrutements de travailleurs syndiqués. Les piquets de grève sont par ailleurs davantage réglementés et les « grèves de solidarité » interdites.

#### Londres, plate-forme financière
Londres veut devenir une place centrale dans la gestion des mouvements de capitaux internationaux, espérant dépasser Wall Street. Margaret Thatcher prend des mesures importantes de libération des contraintes bancaires ce qui a pour conséquence de faire de Londres, la plaque tournante des excédents allemands et japonais et des déficits américains. La Cité de Londres, au centre de la ville, devient, sous l'effet de cette déréglementation massive, l'un des centres financiers les plus importants de la planète.

#### La question irlandaise
La situation en Irlande du Nord se dégrade au début du mandat de Margaret Thatcher. Son conseiller Airey Neave est assassiné par l'INLA le 30 mars 1979, et Louis Mountbatten, oncle du prince Philip et organisateur de l'indépendance de l'Inde, est assassiné par l'IRA le 27 août 1979.
En 1980, plusieurs membres de l'Armée républicaine irlandaise provisoire et de l'Irish National Liberation Army incarcérés à la prison de Maze se lancent dans une grève de la faim pour obtenir le statut de prisonniers politiques, qui avait été supprimé en 1976 par les travaillistes, mais dont certains prisonniers continuaient à bénéficier. Elle dure 53 jours, sans que les grévistes n'obtiennent rien. En 1981, une deuxième grève est organisée par Bobby Sands. Malgré la mort de dix grévistes de la faim (dont Bobby Sands, élu entre-temps membre du Parlement) au bout de 66 jours de grève et des pétitions envoyées du monde entier, Thatcher se montre inflexible,, déclarant par exemple à la Chambre des communes que Bobby Sands « a choisi de se donner la mort ; c'est un choix que son organisation n'a pas laissé à beaucoup de ses victimes »,.
À la suite de ces morts liées aux grèves de la faim, Margaret Thatcher est condamnée à mort par l'IRA. En octobre 1984, l'explosion d'une bombe à retardement au Grand Hôtel de Brighton, où se tient le congrès annuel du Parti conservateur, manque de la tuer ainsi que plusieurs membres de son gouvernement. Le sang-froid dont elle fait preuve au cours de cet attentat suscite le respect et l'admiration de la population britannique. L'attentat fait cinq morts et de nombreux blessés, dont la femme, restée paralysée, de Norman Tebbit, un des principaux ministres. Concernant Margaret Thatcher, sa salle de bain est détruite, mais pas son bureau, où elle travaillait encore, ni sa chambre, où dormait son mari.
Le 8 décembre 1981, elle rencontre à Dublin le Premier ministre irlandais Charles James Haughey. À la suite de ces premières discussions, la coopération entre la république d'Irlande et le Royaume-Uni est intensifiée, aboutissant aux accords d'Hillsborough Castle (en anglais, l'Anglo-Irish Agreement), signés le 15 novembre 1985, dans lesquels elle reconnaît la « dimension irlandaise » en échange d'avancées en matière de sécurité, qui ne verront pas le jour. Ils ont cependant été considérés comme un important pas en avant dans la résolution du conflit. À la fureur des Unionistes, l'accord donne des garanties au gouvernement irlandais et aux pacifistes et affirme la nécessité de la règle majoritaire pour toute évolution du statut de la province. Cela ne suffit néanmoins pas à mettre un terme aux violences en Irlande du Nord et occasionnellement en Angleterre.

#### Questions de société
Le Royaume-Uni connaît une vague croissante d'immigration après les chocs pétroliers des années 1970, notamment en provenance de ses anciennes colonies aux Caraïbes, mais aussi et surtout du Pakistan, de l'Afghanistan et de l'Inde. De nouveaux types de problèmes sociaux apparaissent dans des quartiers souvent considérés comme des ghettos ethniques, particulièrement touchés par le chômage. C'est également à cette époque que le phénomène des skinheads, mouvement culturel (devenu majoritairement raciste et antisémite dans les années 1980) appelant à l'usage de la violence contre les immigrés, la gauche et l'extrême gauche, devient relativement important au Royaume-Uni. En 1981, le Parlement adopte le British Nationality Act 1981. Cette loi redéfinit les statuts de citoyenneté (citoyens nationaux, citoyens de l'Outre-mer, citoyens de territoires dépendants), et cherche à réduire l'accès au droit du sol, interdisant également l'acquisition du droit de résidence aux citoyens non-britanniques, et refusant l'obtention de la citoyenneté par simple mariage, soulignant sur ce sujet les idées de Margaret Thatcher.
Relativement libérale, avec une optique ambivalente, sur l'égalité des sexes, elle critique les inégalités salariales au détriment des femmes, « qui gagneraient plus en restant chez elles », et se positionne comme la seule conservatrice pour la légalisation de l'avortement. Elle est plus classiquement conservatrice sur d'autres enjeux sociétaux. Lors d'un discours au congrès du Parti conservateur de 1987, elle déclare : « On enseigne à nos enfants dans les écoles qu'ils ont le droit inaliénable d'être gay ». En 1988, elle fait adopter la section 28 un amendement à l'acte de gouvernement local de 1986, qui interdit la promotion de l'homosexualité au niveau local, dans les écoles. En pleine épidémie de SIDA, l'Angleterre connait alors une montée de l'homophobie, exacerbée par la presse tabloïd ultra-conservatrice, dont l'adoption de cette clause a joué un rôle non négligeable.

#### Médias
Margaret Thatcher se fait conseiller dans sa stratégie de communication, notamment par le directeur de presse du Number 10, Bernard Ingham (en). Elle suit des cours de maintien et d’élocution afin de perfectionner son accent Oxbridge (accent caractérisant les anciens élèves des universités de Cambridge ou Oxford) et faire passer une image de fermeté et d'assurance, qui assure sa crédibilité dans les médias audiovisuels.
Ses rapports avec la BBC sont houleux. Margaret Thatcher reproche à la chaîne sa neutralité lors du conflit des Malouines en 1982, lors du bombardement de la Libye en 1986, ou plus généralement sa façon de présenter ses décisions politiques, ce qui conduit à une polémique publique en 1986 et à des pressions politiques et financières sur la chaîne. En revanche, la « dame de fer » entretient de bonnes relations avec certains journaux, tout particulièrement ceux de Rupert Murdoch, jugés plutôt favorables à sa politique bien que les tribunes du Guardian et de The Independent soient largement ouvertes à ses opposants politiques,.

#### Éducation

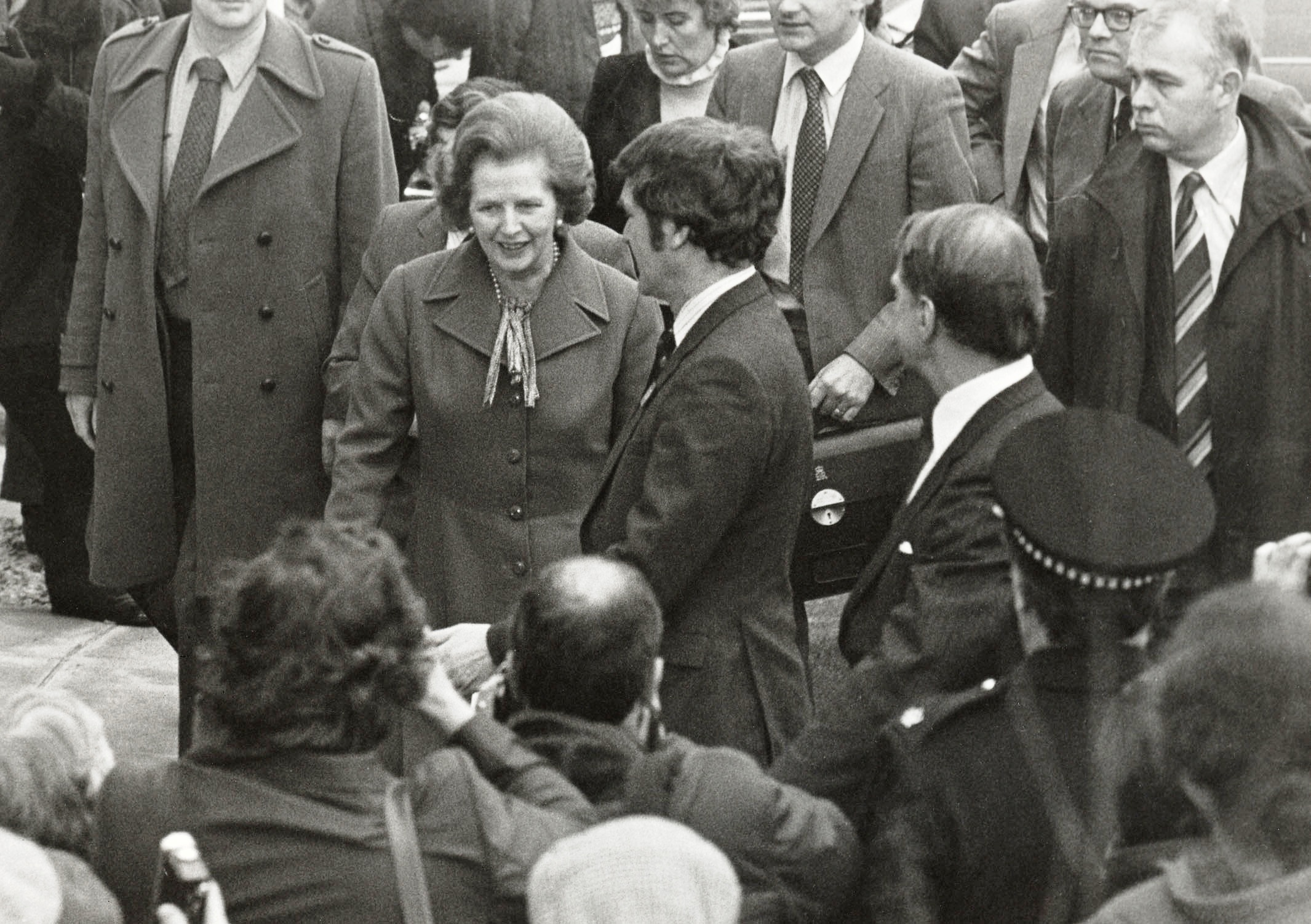
Margaret Thatcher visitant l'université de Salford, en 1982.

En 1983, le gouvernement Thatcher augmenta les frais d’inscription pour les étudiants étrangers.
Le Local Management of Schools Act accorde aux conseils d'administration des établissements d'enseignement (composés pour moitié de personnel enseignant, pour l'autre de parents d'élèves) une liberté totale des ressources financières et de leur utilisation. En pratique, le salaire des enseignants pouvait être modulé au mérite, ce qui irrita fortement les syndicats d'enseignants. Cette mesure fut en revanche plébiscitée par les parents d'élèves, puisqu'en 1993, 75 % des écoles choisirent la rémunération au mérite.
Margaret Thatcher fait aussi adopter le National Curriculum, qui unifie le niveau de connaissance des élèves, indépendamment de leur comté, le « socle commun » étant le même pour tous jusqu'à 16 ans.

#### Politique étrangère

Margaret Thatcher, participant au G7 de Williamsburg, en 1983.

Sa politique étrangère fut guidée par plusieurs idées fortes, notamment l'anticommunisme, l'atlantisme et en même temps l'euroscepticisme, positionnement tranché atypique qui divisa et tendit son propre parti.

##### Guerre des Malouines
Les relations entre la junte militaire argentine et le gouvernement de Margaret Thatcher sont amicales dans un premier temps. Des membres de la junte sont invités à Londres, dont l'ancien chef de la marine Emilio Massera, responsable de centaines de disparitions, ou le ministre argentin des Finances, José Martínez de Hoz, qui défendait des conceptions économiques inspirées du thatchérisme. La « dame de fer » met fin à un programme d'aide aux réfugiés latino-américains fuyant les persécutions, qui avait été introduit par le précédent gouvernement travailliste. Les ventes d'armes à l'Argentine augmentent avec l'arrivée au pouvoir des conservateurs. Quatre jours seulement avant l'invasion des Malouines par l'Argentine, le gouvernement britannique tentait encore de vendre des avions bombardiers à la junte.
Le 2 avril 1982, la junte argentine envahit deux archipels au large de l'Argentine dans l'Atlantique Sud : les îles Malouines (Falkland Islands en anglais) et la Géorgie du Sud, toutes deux possessions britanniques. Margaret Thatcher décide rapidement de recourir à la force contre cette occupation. Dès le 5 avril, une flotte dirigée par l'amiral Sandy Woodward appareille pour l'Atlantique Sud et la Géorgie du Sud, laquelle est reprise le 25 avril. La reconquête des Malouines prit trois semaines (21 mai-14 juin) et fit 255 morts britanniques contre 712 ou 649 argentins, selon les sources.
La guerre des Malouines se solda par la défaite de l'armée argentine qui précipita la chute de la dictature militaire. L'inflexibilité de Margaret Thatcher dans ce conflit a partiellement contribué à son surnom de « dame de fer » ; alors que sa popularité était au plus bas avant le conflit,, l'élan de patriotisme puis le succès militaire contribuèrent à sa première réélection. Parallèlement, elle augmente l'effort militaire jusqu'au milieu des années 1980, dans un contexte de « guerre fraîche » entre les deux blocs.
Une des conséquences indirectes de ce conflit est la création d'une relation très forte avec les dirigeants du Chili. Thatcher remerciera en effet le général Augusto Pinochet pour le soutien qu'il avait apporté à l'armée britannique durant le conflit en mettant à sa disposition les radars chiliens et en recueillant les blessés. L'Argentine et le Chili, tous deux gouvernés par des dictatures militaires, entretenaient en effet des relations tendues en raison d'un conflit territorial à propos du canal de Beagle, qui avait manqué de déclencher une guerre entre les deux pays du Cône Sud. Thatcher remerciera encore publiquement et personnellement Pinochet en 1999, après sa mise en résidence surveillée au Royaume-Uni à la suite d'un mandat d'arrêt international lancé par le juge espagnol Baltasar Garzón pour les violations des droits de l'homme commises sous son gouvernement. S'exprimant en faveur de sa libération, elle déclara alors : « Je suis bien consciente que vous êtes celui qui a amené la démocratie au Chili, vous avez établi une constitution appropriée à la démocratie, vous l'avez mise en œuvre, des élections ont été tenues, et enfin, conformément aux résultats, vous avez quitté le pouvoir ». Selon l’écrivain chilien Ariel Dorfman, cette affirmation est aussi « absurde » que si l’on disait « qu’elle a apporté le socialisme à la Grande-Bretagne ».

##### Politique européenne

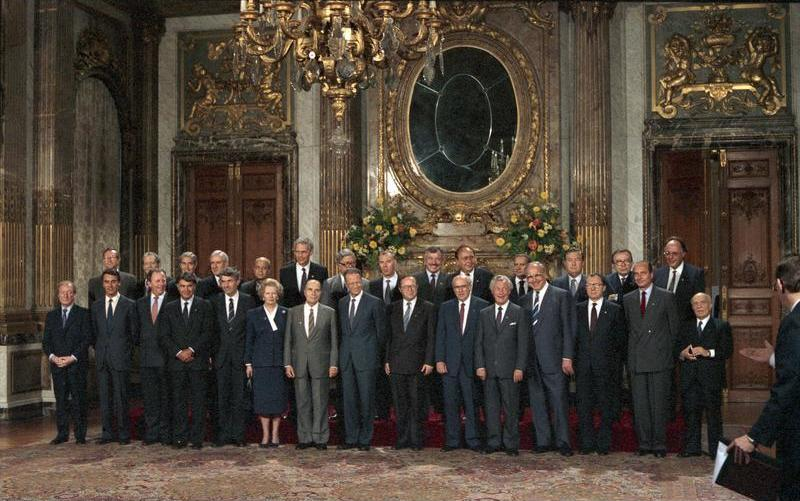
« Photo de famille » au palais royal de Bruxelles, durant la présidence belge de l'UE de 1987.

Eurosceptique, elle demanda que le Royaume-Uni puisse ne pas payer plus que ce qu'il recevait de l'Europe. Elle fait cette déclaration célèbre : « We are simply asking to have our own money back » (Nous ne faisons que demander à récupérer notre argent). Le Royaume-Uni, alors en pleine récession, paie en effet beaucoup plus que ce qu'il reçoit. Le 18 octobre 1984, Thatcher justifie sa position par un discours dans lequel elle déclare : « La Grande-Bretagne ne peut accepter la situation actuelle du budget. […] Je ne peux jouer les pères Noël de la Communauté alors que mon propre électorat est prié de renoncer à des améliorations dans le domaine de la santé, de l'éducation […] et ainsi de suite ». Elle obtient gain de cause en 1984, avec ce qu'on appelle le « rabais britannique ». Ses relations avec le président de la Commission européenne, le socialiste français Jacques Delors, sont exécrables. Celui-ci est en faveur d'une Europe fédérale et administrée, ce qui est en opposition complète avec les idées de Thatcher, et a des répercussions sur la politique européenne du Royaume-Uni.
Dans son fameux discours de Bruges du 20 septembre 1988, elle réaffirme son opposition à une Europe fédérale et déléguant plus de pouvoirs à Bruxelles tout en défendant sa vision de l'Europe, une Europe des patries. Son discours de Bruges défend donc trois idées fondamentales : l'Europe doit fonctionner selon la méthode coopérative, elle doit être l'outil de la création du marché commun et les États membres doivent se placer dans une logique internationaliste. Elle s'est également opposée à ce que la Communauté européenne dispose de ressources propres.
Margaret Thatcher avait approuvé l'adhésion à la Communauté économique européenne (CEE) et considérait que celle-ci ne devait être qu'un moyen de mettre en place le libre-échange et de garantir la concurrence économique. Elle déclara ainsi : « Nous n'avons pas réussi à repousser les frontières de l'État avec succès en Grande-Bretagne pour nous les voir réimposées au niveau européen, avec un super-État européen exerçant une nouvelle domination depuis Bruxelles ». Le discours, très critiqué par les autres Européens, révéla les divisions des conservateurs sur la question européenne. C'est d'ailleurs l'Europe qui accéléra la chute de son cabinet avec la démission de l'europhile Geoffrey Howe.

##### Relations avec les États-Unis

Les Thatcher et les Reagan à la Maison-Blanche, avant un dîner officiel, le 16 novembre 1988.

L'amitié avec un dirigeant étranger qui marque le plus son mandat est celle qu'elle entretient avec le président américain Ronald Reagan, qu'elle connaît depuis 1975, et dont elle partage les principes, notamment l'anticommunisme et le libéralisme économique. Ronald Reagan la surnommait « the best man in England », alors qu'elle le qualifiait de deuxième homme le plus important de sa vie. Les deux dirigeants s'étaient rencontrés en 1975 alors que Reagan n'était encore que gouverneur de Californie. Les deux dirigeants s'apporteront à maintes occasions un soutien réciproque inébranlable.
Avant même l'arrivée de Reagan au pouvoir, Thatcher entreprit de resserrer les liens avec les États-Unis. Sur le plan du nucléaire, elle confirma, notamment par un échange de lettres avec le président Carter, les accords de Nassau signés par MacMillan en 1962 alors que les travaillistes avaient un temps envisagé un rapprochement avec la France sur cette question,.
Elle montrera tout au long de sa carrière un attachement profond à la doctrine de la dissuasion nucléaire. En 1986, lors du sommet de Reykjavik, elle convainc ainsi Ronald Reagan de décliner la proposition de Mikhaïl Gorbatchev d'éliminer l'ensemble des systèmes offensifs soviétiques et américains à moyenne portée.

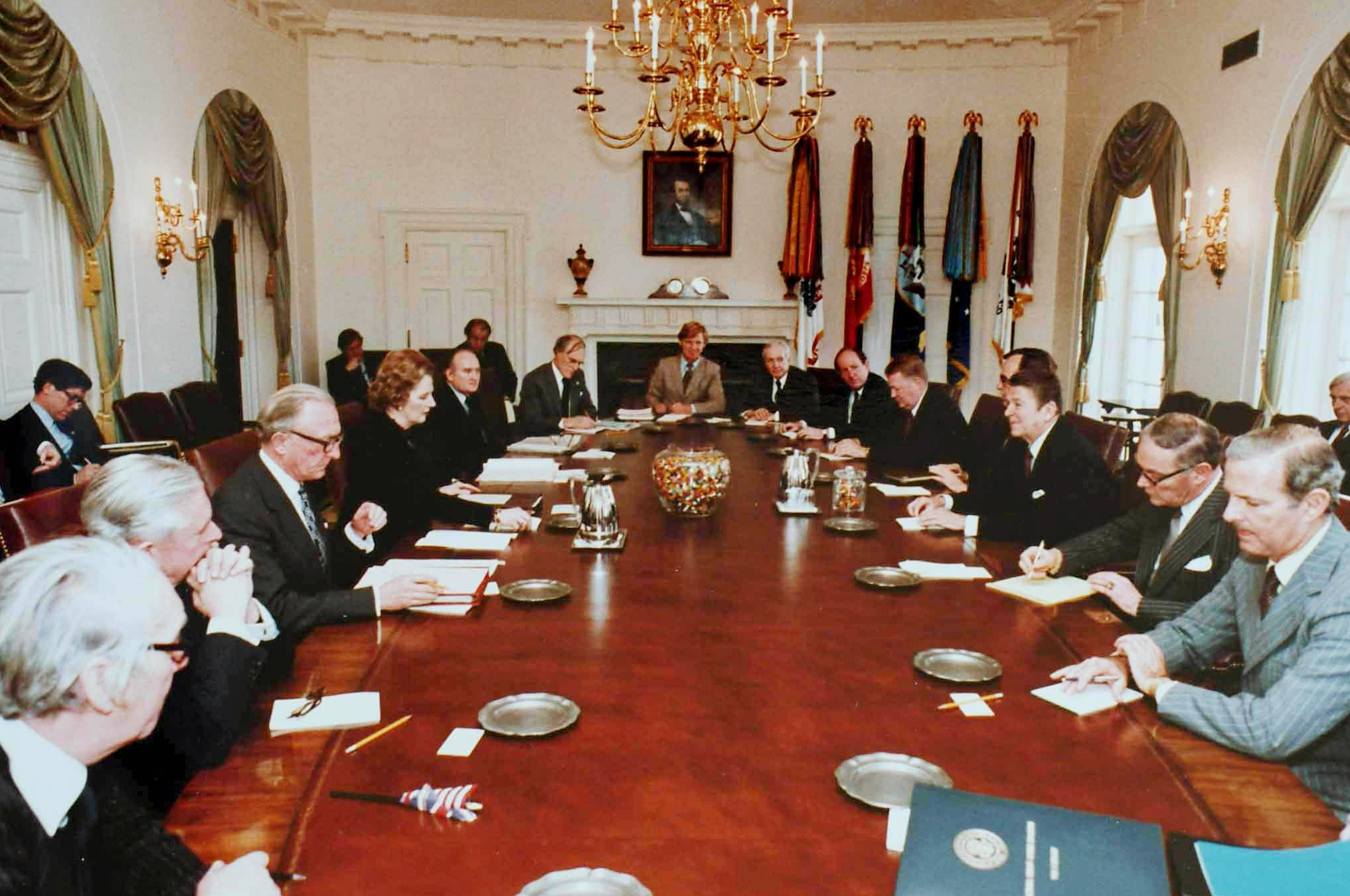
Réunion de travail des cabinets ministériels de Ronald Reagan et de Margaret Thatcher en 1981.

Malgré de nombreux points de convergence, les deux chefs d'État seront en désaccord sur quelques points ponctuels. Concernant la guerre des Malouines, les intérêts américains penchaient originellement du côté argentin. Alors que les États-Unis tenteront dans un premier temps de trouver un compromis susceptible de sauver la face de leur protégé Galtieri, ils fourniront finalement au Royaume-Uni une importante aide logistique et militaire (en particulier les missiles Sidewinder qui feront changer le déroulement du conflit).
Concernant la politique de sanctions contre la Pologne réprimant le syndicat Solidarité, Margaret Thatcher reprocha aux Américains d'avoir unilatéralement décrété des sanctions qui affectaient les économies de ses alliés occidentaux bien plus que la leur. Leur relation bilatérale n'en sera cependant pas affectée.
Elle intervient auprès du gouvernement de George H. W. Bush pour l'inciter à adopter une ligne dure face à l'Irak. Le Royaume-Uni est le premier pays à accepter de rejoindre la coalition mise sur pied par les États-Unis pour déclencher la guerre du Golfe.

##### Guerre froide
Margaret Thatcher adopte une politique opposée à l'URSS et à ses satellites, et soutient activement l'OTAN et la capacité de dissuasion nucléaire indépendante britannique. En 1979, elle condamne l'invasion par l'Armée rouge de l'Afghanistan. En 1980, à la suite de cette invasion, le Royaume-Uni fait partie des cinquante pays qui protestent aux Jeux olympiques de Moscou en y participant sous la bannière olympique. Jusqu'en 1985, elle renforce les moyens militaires britanniques, avec une hausse du budget de la défense de plus de 75 % entre 1979 et 1985. Avec la détente et l'arrivée au pouvoir de Mikhaïl Gorbatchev, les relations s'améliorent et les dépenses militaires décroissent à nouveau.
En Asie, elle entretient notamment des relations privilégiées avec le dictateur indonésien Soeharto, dont les massacres qui avaient suivi sa prise de pouvoir ont tué plus d'un million de personnes et la conquête du Timor oriental entreprise par son régime 200 000 autres. Décrit comme « l'un de nos meilleurs et plus valeureux amis » par Margaret Thatcher, Soeharto est défendu au Royaume-Uni par la section Asie du ministère des Affaires étrangères qui s’emploie à minimiser ses crimes.
À partir de 1983, Margaret Thatcher envoie les SAS, les forces spéciales britanniques, former les Khmers rouges aux technologies des mines terrestres. Ces derniers étaient alors engagés dans une guerre contre le gouvernement communiste cambodgien et son allié vietnamien. Le Royaume-Uni continue de considérer le régime du Kampuchéa démocratique comme étant le gouvernement légitime du Cambodge et le soutient aux Nations unies. Les États-Unis et le Royaume-Uni imposent d'autre part un embargo aux conséquences dévastatrices pour l'économie cambodgienne.
En 2013, le journal The Economist crédite Margaret Thatcher d'avoir contribué à la chute du communisme et à la fin de la guerre froide, et d'avoir permis à la Grande-Bretagne de jouer un rôle majeur sur la scène internationale, pour la première fois depuis Churchill.

##### Relations avec le Commonwealth

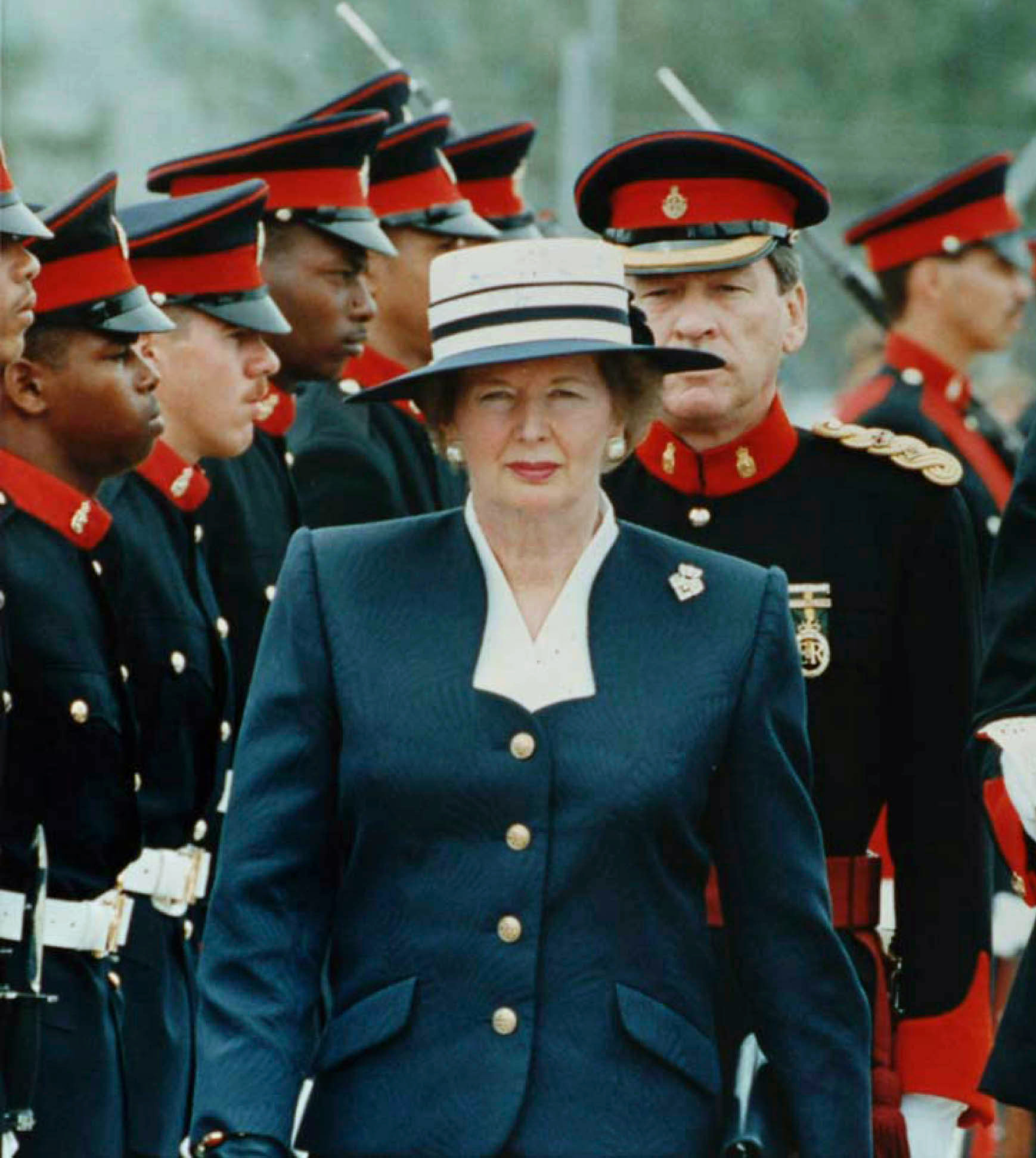
Margaret Thatcher passant en revue les troupes des Bermudes, le 12 avril 1990.

Thatcher s'intéresse assez peu aux vestiges de l'Empire durant ses mandats ; les intérêts du Royaume-Uni étaient sa priorité.
Dès son entrée en fonction en 1979, elle imprime sa marque en réglant en un peu plus de six mois le problème rhodésien vieux de quinze ans, avec les accords de Lancaster House.
La Grenade, ancienne possession britannique membre du Commonwealth depuis son indépendance en 1974, est envahie par les troupes américaines en 1983. Margaret Thatcher se déclara alors « consternée et trahie ». Son soutien au régime grenadais ne se traduisit cependant que par quelques protestations devant l'Assemblée générale des Nations unies.
Elle s'oppose à de dures sanctions contre le régime sud-africain qui pratique l'apartheid, les jugeant nuisibles aux intérêts britanniques, voire dangereuses pour la stabilité de la région. Elle convainc ses partenaires du Commonwealth d'accepter les mesures graduées et moins radicales de la Communauté européenne en juin 1986. Ses prises de position relatives à l'apartheid ont été critiquées et ont créé des tensions au sein du Commonwealth. Le Premier ministre français de l'époque, Laurent Fabius, s'est même déclaré lors d'un entretien tout à la fois fasciné et épouvanté par les vues qu'elle lui avait exposées lors d'un repas. Dans ses Mémoires, Thatcher soutient qu'une abolition immédiate de l'apartheid, sans compromis (et donc propre à pousser l'establishment à l'obsidionalité) et imposée de l'extérieur (et donc sans prise en compte des contraintes locales telles que les différences ethniques), aurait produit l'anarchie dont les noirs comme les blancs auraient pâti. Pour le diplomate américain John Campbell, les positions de Margaret Thatcher étaient bien plus fondées sur les principes que ses détracteurs ne l'admettaient, mais il estime qu'elle a fait erreur en ne percevant pas que l'ANC était attaché aux valeurs démocratiques et humanistes allant jusqu'à qualifier l'organisation de « terroriste ». Margaret Thatcher et Nelson Mandela se rencontrent finalement à Downing Street en avril 1990, en dépit de l'opposition de la direction de l'ANC.
Après des négociations sino-britanniques très difficiles, et l'affirmation par Deng Xiaoping du principe « un pays, deux systèmes », elle signe le 19 décembre 1984 la déclaration commune sino-britannique sur la question de Hong Kong qui prévoit la restitution à la république populaire de Chine de l'île de Hong Kong et de la presqu'île de Kowloon (cédées à perpétuité par les traités de 1842 et 1860), conjointement avec les Nouveaux Territoires (loués en 1898 pour 99 ans), avec effet au 1er juillet 1997.

#### Élections intermédiaires
Les électeurs britanniques lui donnèrent la majorité à trois reprises, lui confiant le plus long mandat de Première ministre au Royaume-Uni depuis le XIXe siècle.
En 1979, dans un contexte de déclin économique, social et politique, elle fait campagne sur les questions économiques, donnant la priorité à la maîtrise de l'inflation et au contrôle du pouvoir des syndicats. Elle est à la recherche de l'électorat travailliste traditionnel, qui n'a jamais voté conservateur auparavant, de l'électorat jeune votant pour la première fois ou de l'électorat libéral de 1974. Sur la forme, sa campagne est orchestrée par Gordon Reece et Timothy Bell. Les conservateurs auraient gagné dans cette élection 11 % de voix supplémentaires dans la classe ouvrière qualifiée et 9 % chez la classe ouvrière non-qualifiée. De plus, Margaret Thatcher a reçu le soutien de ministres travaillistes déçus : Reginald Prentice, Richard Marsh, Alfred Robens et Lord Chalfont,.
En 1982, sa situation était difficile et sa popularité faible. La guerre des Malouines restaura cependant son autorité morale et le Falklands Factor (Facteur des Malouines) joua un rôle important dans sa réélection. Néanmoins, pour l'historien Philippe Chassaigne, c'est surtout l'amélioration de la situation économique qui explique cette réélection. Les tories obtiennent finalement 397 députés sur 635 en 1983,,.
En 1987, les tories remportent à nouveau la victoire, mais avec une moindre avance puisqu'ils gagnent 375 sièges sur 650. Les travaillistes sont à chaque fois distancés, en nombre de sièges, mais surtout sur le terrain des idées. Michael Foot, le dernier « archéo-travailliste »[À attribuer], laisse la place à des dirigeants plus modérés en 1983.
Les dissensions au sein du parti se multiplient néanmoins, en partie à cause de son autoritarisme, qui suscite des brouilles avec Francis Pym, Geoffrey Howe ou Nigel Lawson.

#### Chute et départ du pouvoir

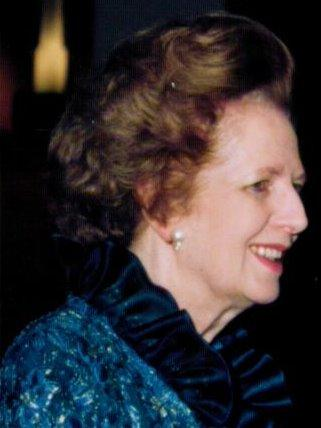
Margaret Thatcher en 1990.

En 1990, l'instauration d'un nouvel impôt local remplaçant la taxe d'habitation, la poll tax — très impopulaire, au point d'entraîner des émeutes —, sa politique monétaire (taux d'intérêt de la Banque d'Angleterre à 15 % en 1989) et sa réserve face à l'intégration du Royaume-Uni dans les Communautés européennes la mettent en minorité dans son propre parti, alors très divisé sur ces sujets. Elle accepte cependant, après dix ans de débats internes, l'adhésion du Royaume-Uni au mécanisme de taux de change européen en octobre 1990.
Le 31 octobre 1990, son vice-Premier ministre Geoffrey Howe, l'un de ses plus anciens alliés, mais europhile, démissionne pour protester contre sa politique européenne. Il en appelle à quelqu'un de nouveau pour mener une nouvelle politique. Michael Heseltine, ancien ministre de la Défense, fait alors acte de candidature pour diriger le Parti conservateur, défiant Margaret Thatcher.
Le scrutin a lieu le 19 novembre 1990, alors qu'elle participe au Sommet de Paris de la Conférence pour la sécurité et la coopération en Europe. Elle obtient 204 voix (54,8 %) contre 152 (40,9 %) à Michael Heseltine et 16 abstentions. Toutefois, les statuts du Parti disposent qu'un candidat doit obtenir une avance de 15 % des votants pour l'emporter, faute de quoi un second tour doit avoir lieu. Il manque quatre voix seulement à la Première ministre pour atteindre ce seuil, ce qui permet à Heseltine de la mettre en ballotage,. Un second tour est prévu une semaine plus tard, le 27 novembre.
Après son retour du sommet de Paris, le 21 novembre 1990 au matin, elle reçoit un à un ses ministres pour les consulter sur la position à adopter quant au second tour. Un certain nombre d'entre eux lui renouvellent leur soutien, mais la plupart lui conseillent de démissionner,,,, estimant que le second tour risque de lui être plus défavorable que le premier,,,. Deux autres, enfin, l'informent que, dans l'hypothèse où elle gagnerait, ils démissionneraient de leur poste de ministres,,.
À l'issue de ces consultations, elle annonce son retrait du second tour et par conséquent sa démission de chef du Parti conservateur et du poste de Première ministre. Elle invoque la nécessité de choisir quelqu'un de nouveau qui pourrait mener les conservateurs à la victoire dès l'échéance électorale suivante. Elle apporte son soutien à son ancien dauphin John Major, qui gagne la primaire conservatrice par 185 voix contre 131 pour Heseltine (au second tour, la règle des 15 % ne s'applique plus), et qui lui succède donc au poste de Premier ministre dès le 28 novembre 1990.
Elle reste à ce jour le Premier ministre à avoir tenu le plus longtemps (onze ans et six mois) les rênes du pouvoir au Royaume-Uni depuis Lord Salisbury (quatorze ans et deux mois).

## Après le 10 Downing Street

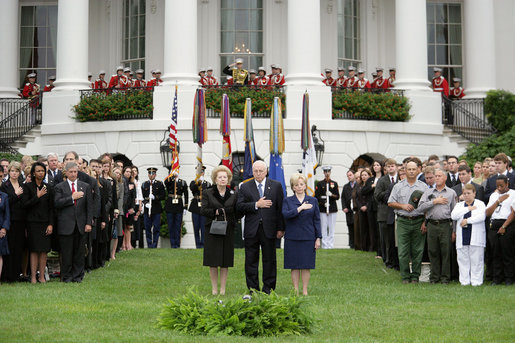
Thatcher assistant à la cérémonie commémorative du 5e anniversaire des attentats du 11 septembre 2001, avec Dick Cheney et sa femme Lynne.

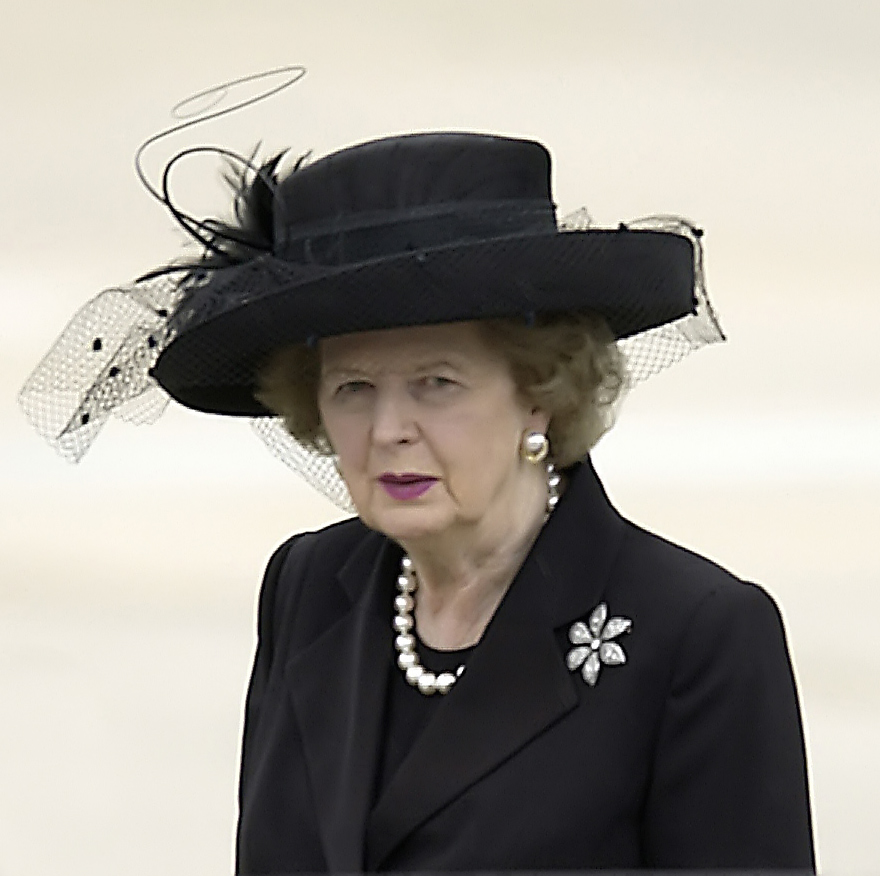
Margaret Thatcher lors des obsèques d'État de Ronald Reagan, le 11 juin 2004.

### Retrait progressif de la vie publique
Après avoir démissionné, en novembre 1990, du 10 Downing Street, elle donne des conférences un peu partout dans le monde, et se consacre à sa fondation. Elle est nommée pair à vie, en 1992, comme baronne « Thatcher of Kesteven in the County of Lincolnshire », sur proposition de son successeur John Major, siégeant ainsi à la Chambre des lords. En 1995, la reine Élisabeth II l'honore de l'ordre de la Jarretière, plus haute distinction britannique.
Margaret Thatcher est engagée par le cigarettier Philip Morris en juillet 1992 pour la somme de 250 000 dollars par an et une contribution annuelle de 250 000 dollars pour sa fondation pour un total d'un million de dollars comme « consultant géopolitique ». Selon le Sunday Times, « il lui sera demandé d'aider à résister aux tentatives de bannir les publicités pour le tabac dans la Communauté européenne et de combattre les taxes sur les cigarettes et les monopoles étatiques sur le tabac ».
Le 6 septembre 1997, elle assiste, en compagnie de son époux et de plusieurs autres personnalités, aux obsèques de Lady Diana Spencer à l'abbaye de Westminster.
Après plusieurs petites attaques cérébrales et sur avis de ses médecins, elle se retire de la vie publique en 2002 pour ménager sa santé, tout en restant impliquée dans la politique,.

### Dernières années de sa vie
Très affectée par le décès de son époux en 2003, Margaret Thatcher continue néanmoins à faire quelques apparitions publiques. Elle tient ainsi à assister aux funérailles de son grand ami, l'ancien président américain Ronald Reagan, qui ont lieu le 11 juin 2004 en la cathédrale nationale de Washington. Pour la cinquième commémoration annuelle des attentats du 11 septembre 2001, elle se rend au Pentagone à Washington, en compagnie de la Secrétaire d'État américaine Condoleezza Rice, afin de rendre hommage aux victimes étrangères.
Le 21 février 2007, elle assiste à l'installation de sa statue à la Chambre des communes, aux côtés des effigies de Winston Churchill, David Lloyd George et Clement Attlee. Premier chef de gouvernement britannique à avoir sa statue de son vivant, elle déclare à cette occasion : « J'aurais préféré une statue en fer, mais le bronze me convient. Au moins, elle ne rouillera pas. Et, cette fois, j'espère que la tête restera en place » (allusion à une précédente sculpture d'elle, en marbre, du sculpteur Neil Simmons, exposée à la Guildhall Art Gallery et décapitée en 2002 par l'artiste Paul Kelleher dans un geste de protestation symbolique).

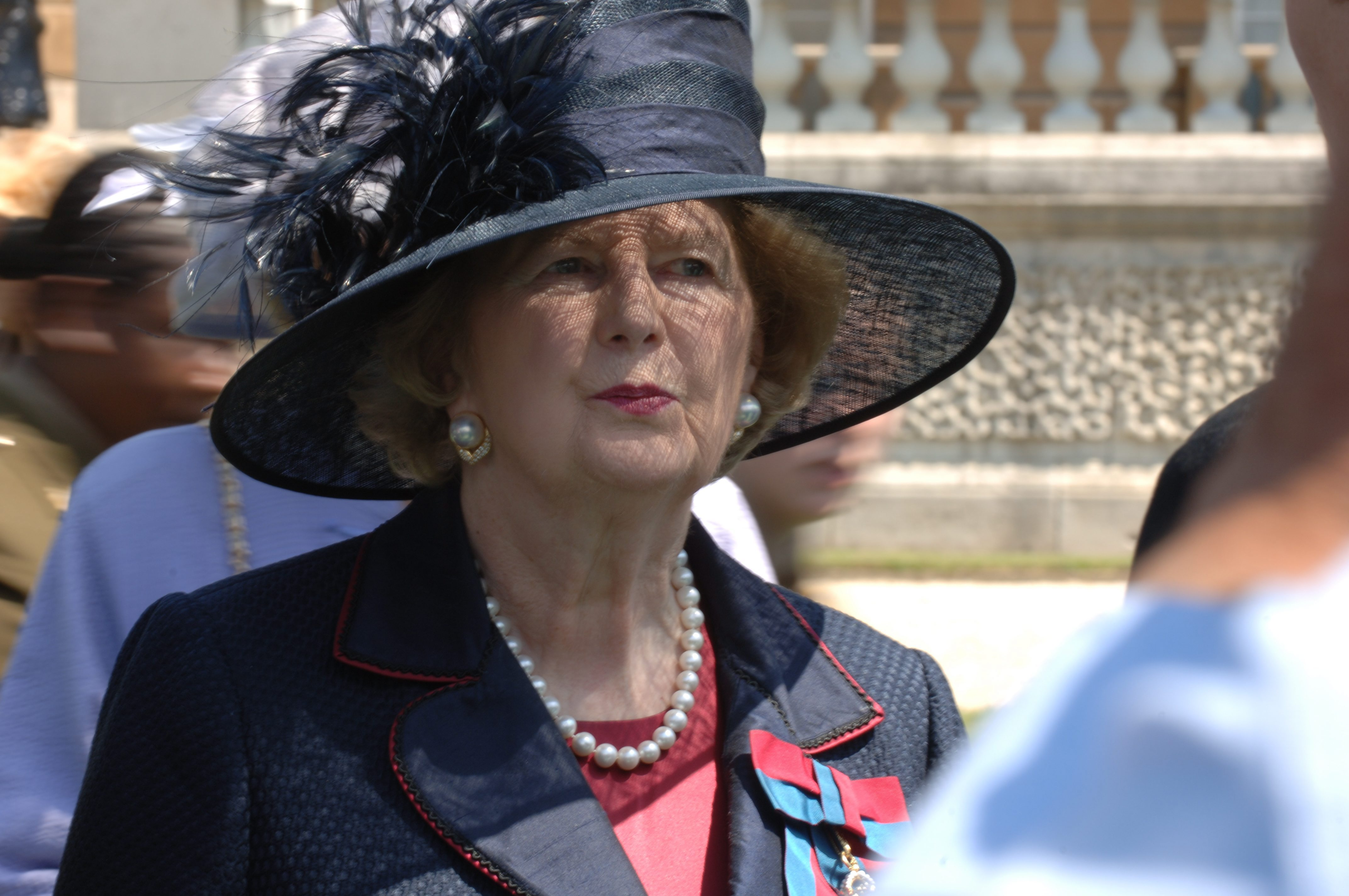
Margaret Thatcher assistant à un déjeuner pour les anciens combattants organisé par la reine au palais de Buckingham, le 10 juillet 2005.

Le 10 juin 2007, le Sunday Telegraph publie des extraits d'un entretien exclusif accordé par la « dame de fer » à la chaîne de télévision BBC, qui a été depuis diffusé le 19 juin. Peu avant le 10e anniversaire de la rétrocession de Hong Kong, elle évoque la journée du 30 juin 1997, lorsque le Royaume-Uni rétrocéda Hong Kong à la Chine : elle déclare avoir ce jour-là ressenti de la tristesse, affirmant qu'elle aurait souhaité que Hong Kong restât sous contrôle de l'administration britannique.
Sa fille Carol indique dans un livre, qui sort le 4 septembre 2008, que sa mère souffre de troubles importants de la mémoire depuis sept ans. Elle présente des troubles cognitifs importants secondaires à une démence vasculaire, consécutive à plusieurs accidents vasculaires cérébraux.

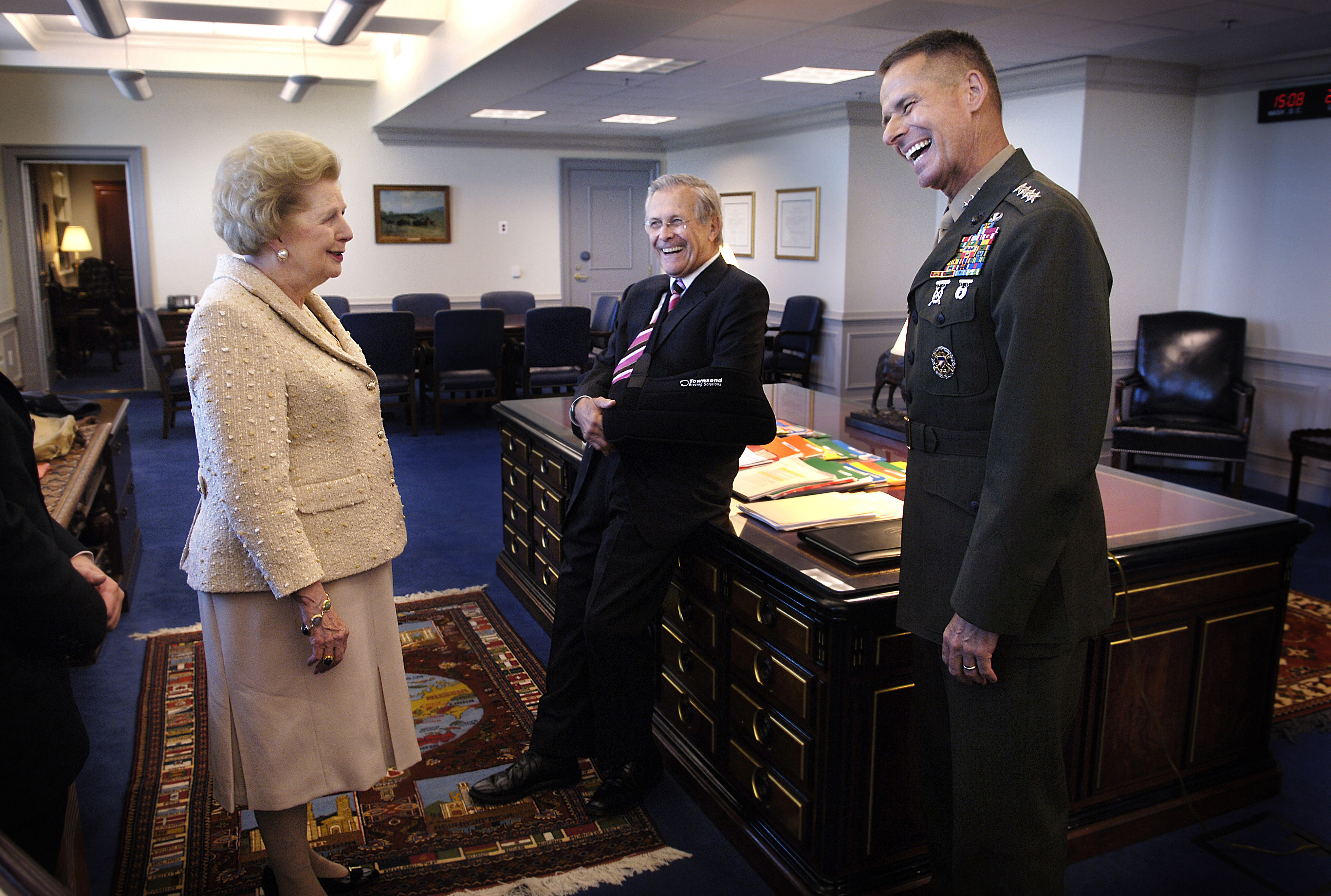
Margaret Thatcher avec le secrétaire américain à la Défense, Donald Rumsfeld, et le chef d’état-major des armées, le général Peter Pace, lors d’une visite au Pentagone, le 12 septembre 2006.

Le 5 mai 2009, elle fête, au Carlton Club, le 30e anniversaire de son élection en tant que première femme Première ministre du Royaume-Uni, puis rencontre Benoît XVI au Vatican le 27 mai suivant, après s'être recueillie devant la tombe de Jean-Paul II, sur laquelle elle a déposé un bouquet de roses blanches et une dédicace : « À un homme de foi et de courage ». Le 23 novembre 2009, elle participe à une réception donnée par le Premier ministre Gordon Brown en compagnie du chef du Parti conservateur David Cameron, au 10 Downing Street, pour l'inauguration d'un portrait de l'artiste Richard Stone la représentant ; elle est la première parlementaire à être honorée de son vivant par un portrait à Downing Street et le troisième chef de gouvernement après Winston Churchill et David Lloyd George. Elle effectue une visite à Downing Street le 8 juin 2010, à l'invitation du nouveau chef du gouvernement, David Cameron, qui a mis fin le mois précédent à une période de treize années dans l'opposition pour le Parti conservateur. Margaret Thatcher avait également été invitée à rendre visite aux Premiers ministres travaillistes Tony Blair et Gordon Brown peu après leur prise de fonctions, respectivement en 1997 et 2007. En présence des autres anciens Premiers ministres et du Premier ministre en exercice, elle assiste à l'allocution donnée par le pape Benoît XVI à Westminster Hall, le 17 septembre 2010, lors de sa visite d’État au Royaume-Uni. En raison de son état de santé, elle décline ensuite plusieurs invitations, et n'assiste pas au mariage du prince William et de Catherine Middleton le 29 avril 2011. En septembre 2011, elle participe à la fête donnée pour le 50e anniversaire du Secrétaire d'État à la Défense, Liam Fox, dans son appartement à Admiralty House. Liam Fox déclare alors « être ravi d'avoir deux Premiers ministres (Margaret Thatcher et David Cameron) de son parti pour son 50e anniversaire ».
Pour son 87e anniversaire en octobre 2012, elle fait une apparition publique en déjeunant dans un restaurant londonien avec son fils Mark et son épouse. Elle est ensuite hospitalisée, le 20 décembre 2012, et opérée d'une tumeur à la vessie le lendemain. Elle ressort de l'hôpital avant la Saint-Sylvestre, mais ne regagne pas sa résidence du quartier de Belgravia sur Chester Square, son état physique ne lui permettant plus, en effet, de monter les marches de sa maison. Elle est relogée à l'hôtel Ritz de Londres par ses propriétaires David et Frederick Barclay, qui furent de fervents soutiens de l'ancienne Première ministre.

### Mort et funérailles

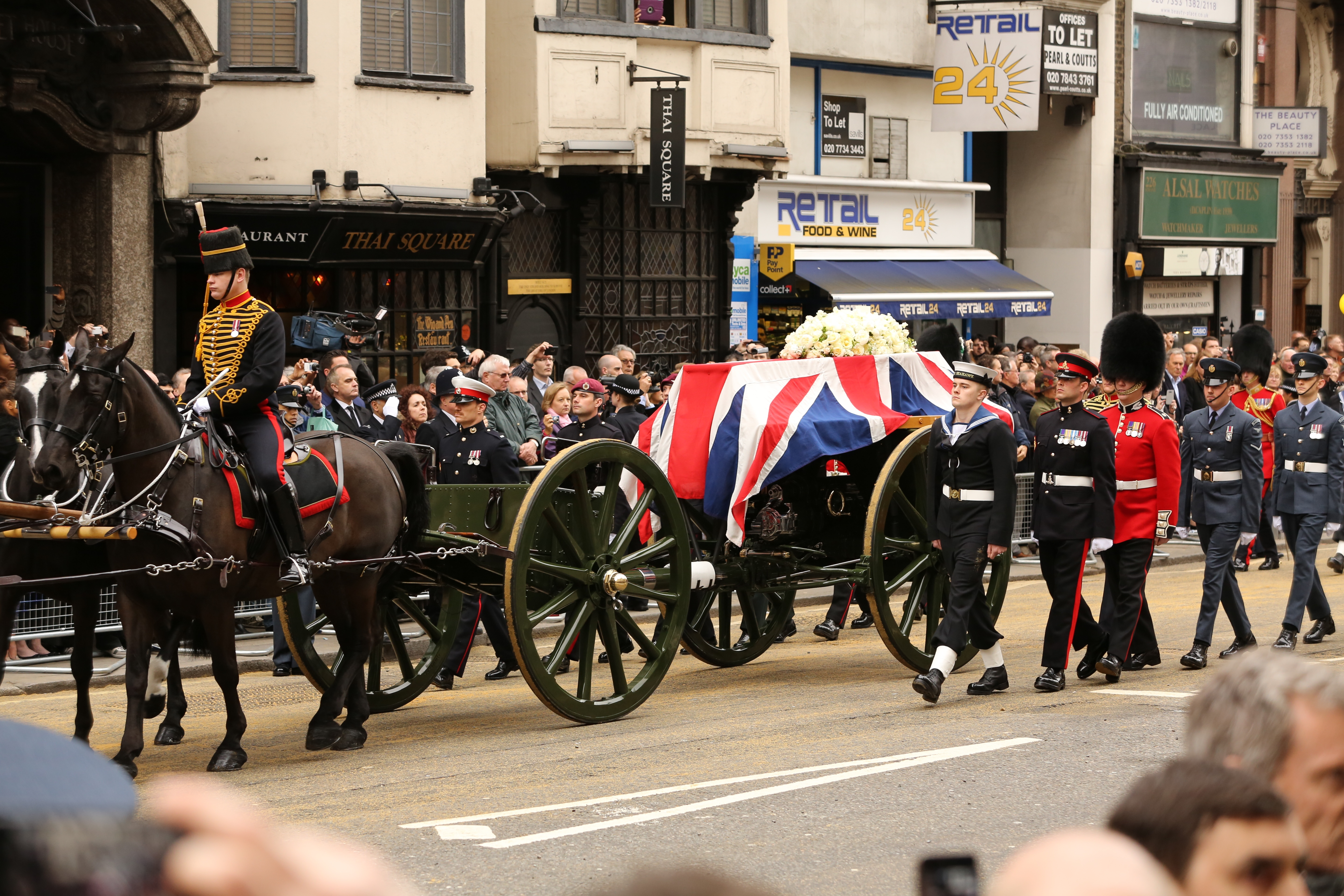
Cortège dans les rues de Londres, transportant le cercueil de Margaret Thatcher vers la cathédrale Saint-Paul.

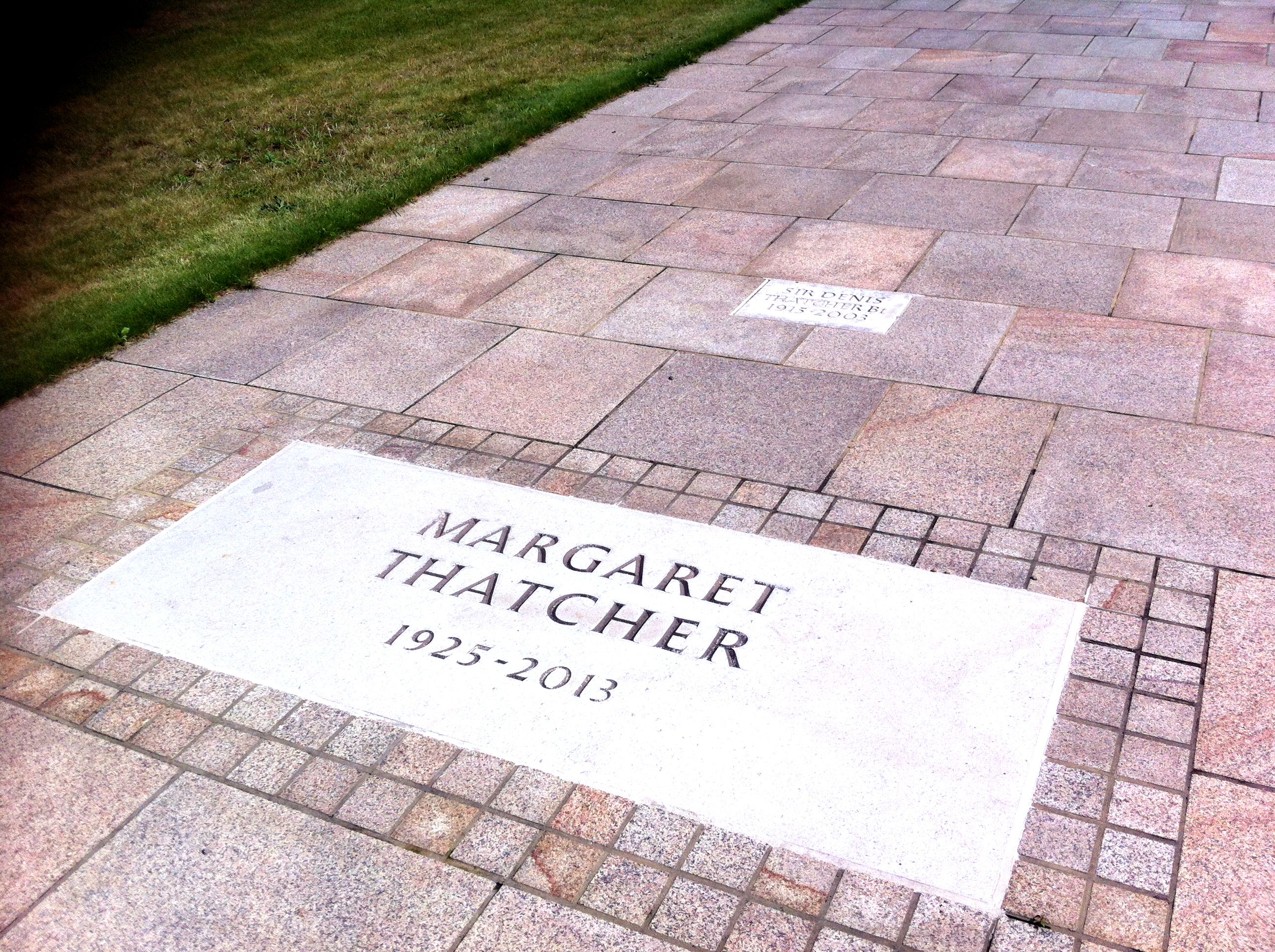
Tombeaux de Margaret et Denis Thatcher à l'hôpital royal de Chelsea.

Margaret Thatcher meurt le 8 avril 2013 à l'hôtel Ritz londonien, des suites d'un accident vasculaire cérébral, à l'âge de 87 ans,,.
Des obsèques cérémonielles (comme celles qui avaient été organisées pour la princesse Diana et pour la reine-mère), avec les honneurs militaires et retransmises en direct à la télévision, ont lieu le 17 avril en la cathédrale Saint-Paul de Londres. Fait exceptionnel, la reine Élisabeth II (qui n'assiste qu'aux enterrements des membres de sa famille ou de chefs d'État, à la seule exception des obsèques de l'ancien Premier ministre britannique Winston Churchill en 1965) et son époux le prince Philip d’Édimbourg assistent à la cérémonie. Outre le Premier ministre britannique, David Cameron, ses prédécesseurs Gordon Brown, Tony Blair et John Major, sont présentes quelque 2 300 personnes et personnalités internationales représentant 170 pays. Parmi elles figurent deux chefs d'État[Qui ?], onze Premiers ministres, dont le Canadien Stephen Harper et son prédécesseur Brian Mulroney, l'Israélien Benyamin Netanyahou, le Letton Valdis Dombrovskis et le Polonais Donald Tusk, et dix-sept ministres des Affaires étrangères. Les États-Unis sont représentés par l'ancien secrétaire d'État Henry Kissinger, l'ancien vice-président Dick Cheney et l'ancien président de la Chambre des représentants Newt Gingrich, tandis que la France est représentée par Élisabeth Guigou, présidente de la commission des Affaires étrangères de l'Assemblée nationale. À l'issue de cette cérémonie, conformément à ses volontés, Margaret Thatcher est incinérée. Le 28 septembre 2013, en présence de ses enfants, Mark et Carol, ses cendres sont enterrées dans les jardins de l'hôpital royal de Chelsea, aux côtés de celles de son mari Denis, mort en 2003. Une pierre tombale, portant la simple inscription « Margaret Thatcher 1925-2013 », surplombe sa dernière demeure.
Au Royaume-Uni, Margaret Thatcher est saluée par l'ensemble du spectre politique. Le Premier ministre, David Cameron, rend hommage à celle qui a « sauvé son pays » et salue son « immense courage ». Indiquant sa tristesse d'avoir perdu « une grande leader, une grande Première ministre, une grande Britannique », il estime que Margaret Thatcher restera dans les mémoires comme « le meilleur Premier ministre du pays en temps de paix ». Ed Miliband, dirigeant de l'opposition, déclare que « les travaillistes ont souvent été en désaccord avec elle, ce qui ne nous empêche pas d'éprouver le plus grand respect envers ses accomplissements politiques et sa force de caractère ». Le ministre des Affaires étrangères britannique, William Hague, a quant à lui indiqué sur Twitter que la « dame de fer » avait changé la Grande-Bretagne « pour toujours » et que chaque citoyen du Royaume « lui doit beaucoup ». La reine, quant à elle, fait connaître sa tristesse à l'annonce de cette nouvelle. À l'instar de Diana Spencer, Margaret Thatcher bénéficiera des honneurs militaires durant ses funérailles à la cathédrale Saint-Paul de Londres, un grand honneur accordé par autorisation royale, mais une cérémonie avec moins de pompe que les obsèques nationales, réservées aux souverains et aux personnalités politiques les plus importantes (amiral Nelson, Winston Churchill).
Les réactions sont plus contrastées chez ses opposants. Le travailliste Ken Livingstone, ancien maire de Londres connu pour son passé trotskiste, considère que « chacun des problèmes économiques que nous avons aujourd'hui constitue un héritage de sa politique et vient du fait qu'elle avait fondamentalement tort ». Le réalisateur Ken Loach, sympathisant marxiste, opposant de longue date à sa politique, propose de « privatiser ses funérailles ». Le chef syndical Arthur Scargill, qui a eu un long bras de fer avec Thatcher durant la grève des mineurs de 1984-1985, célèbre la nouvelle en écrivant à un ami « Scargill alive » (Scargill en vie). Si la presse nationale et internationale salue la stature exceptionnelle de Margaret Thatcher, nombre de périodiques soulignent également qu'elle reste une personnalité controversée, et que l'annonce de sa mort continue à diviser l'opinion publique britannique. The Daily Mirror déclare que « sa mort est un deuil pour la moitié du pays, mais pour l'autre moitié, elle est cause de célébration, car jamais figure politique n'a provoqué autant de divisions dans notre histoire ». Des fêtes pour « célébrer » son décès ont lieu spontanément ou sont organisées au Royaume-Uni et en Argentine,. C'est la première fois dans l'Histoire que se tient ce genre de manifestation pour le chef d’État d'une démocratie. The Economist parle d'un héritage qui divise encore les Britanniques, utilisant la formule « adorez-la ou haïssez-la » et analysant que « ce n'est pas seulement parce qu'elle a été une figure polémique, mais surtout parce que les débats qu'elle a provoqués continuent de diviser […] Le thatchérisme est aussi pertinent aujourd'hui qu'il ne l'était dans les années 1980 ».
L'annonce de son décès fait les unes de la presse mondiale. Le président américain Barack Obama salue l'« un des grands avocats de la liberté » ; il indique par ailleurs que son mandat de Première ministre « est un exemple pour nos filles : aucun plafond de verre n'est impossible à briser ». Le président russe Vladimir Poutine a, lui, rendu hommage à « l'une des personnalités politiques les plus remarquables du monde moderne ». L'ancien dirigeant soviétique Mikhaïl Gorbatchev, interlocuteur direct de Margaret Thatcher lors de son mandat de Première ministre, rend hommage à une « personne brillante » qui restera « dans nos mémoires, comme dans l'Histoire ». La chancelière allemande Angela Merkel reconnaît en Margaret Thatcher un « leader extraordinaire de notre époque ». Le président français François Hollande estime dans un communiqué que Margaret Thatcher « aura profondément marqué l'Histoire de son pays » et que « tout au long de sa vie publique, avec des convictions conservatrices qu’elle assumait pleinement, elle fut soucieuse du rayonnement du Royaume-Uni et de la défense de ses intérêts ». Valéry Giscard d'Estaing, qui l'a côtoyée, se souvient de leurs « rapports courtois et amicaux ». Il reconnaît le succès de sa politique, estimant que les réussites de ses successeurs sont « largement dues à son action », et se souvient de sa « volonté inébranlable » et de son « caractère indomptable ». Lech Wałęsa, chef historique du syndicat polonais Solidarność, souligne quant à lui l'engagement de Margaret Thatcher pour la délivrance de l'Europe de l'Est du communisme. Fervent catholique, il annonce « prier pour elle ». Gianni Alemanno, le maire de Rome, indique que malgré ses désaccords politiques avec Margaret Thatcher il « ne peut que s'incliner face à une femme qui a été une figure majeure non seulement de l'histoire européenne, mais également de celle du monde ». Elle est également saluée en Israël, où est louée son action en faveur de la paix au Moyen-Orient (Margaret Thatcher avait été à l'origine d'un accord de paix entre Israël et la Jordanie). La Chine lui rend également hommage en la qualifiant de « remarquable personnage d'État », ayant contribué « de façon importante au développement des relations sino-britanniques et en particulier à la solution pacifique négociée pour Hong Kong ». En Australie, Julia Gillard, également la première femme à devenir Premier ministre dans son pays, déclare : « En tant que femme, j'admire son exploit d'être la première femme à diriger le Royaume-Uni » ; membre du Parti travailliste (gauche), elle reconnaît ne pas partager la vision politique de Margaret Thatcher, mais indique que « c'est une femme qui a changé l'histoire des femmes ». Plus largement, l'ensemble de la classe politique australienne (l'Australie est membre du Commonwealth) rend hommage à Margaret Thatcher.

## Résultats à la Chambre des communes
| Élection                      | Circonscription | Parti | Parti        | Voix   | %    | Résultats |
| ----------------------------- | --------------- | ----- | ------------ | ------ | ---- | --------- |
| En tant que Margaret Roberts  |                 |       |              |        |      |           |
| Générales de 1950             | Dartford        |       | Conservateur | 24 490 | 36,2 | Échec     |
| Générales de 1951             | Dartford        |       | Conservateur | 27 760 | 40,9 | Échec     |
| En tant que Margaret Thatcher |                 |       |              |        |      |           |
| Générales de 1959             | Finchley        |       | Conservateur | 29 697 | 53,2 | Élu       |
| Générales de 1964             | Finchley        |       | Conservateur | 24 591 | 46,6 | Élu       |
| Générales de 1966             | Finchley        |       | Conservateur | 23 968 | 46,5 | Élu       |
| Générales de 1970             | Finchley        |       | Conservateur | 25 480 | 53,8 | Élu       |
| Générales de février 1974     | Finchley        |       | Conservateur | 18 180 | 44,0 | Élu       |
| Générales d'octobre 1974      | Finchley        |       | Conservateur | 16 498 | 44,0 | Élu       |
| Générales de 1979             | Finchley        |       | Conservateur | 20 918 | 52,5 | Élu       |
| Générales de 1983             | Finchley        |       | Conservateur | 19 616 | 51,1 | Élu       |
| Générales de 1987             | Finchley        |       | Conservateur | 21 603 | 53,9 | Élu       |

## Bilan du thatchérisme
Margaret Thatcher est l'une des rares personnalités politiques britanniques à avoir donné son nom à une politique : le thatchérisme. The Economist note que si Winston Churchill a mené la Grande-Bretagne à la victoire contre le Troisième Reich durant la Seconde Guerre mondiale, il n'a jamais fait de son nom un « -isme ».

### Formation intellectuelle

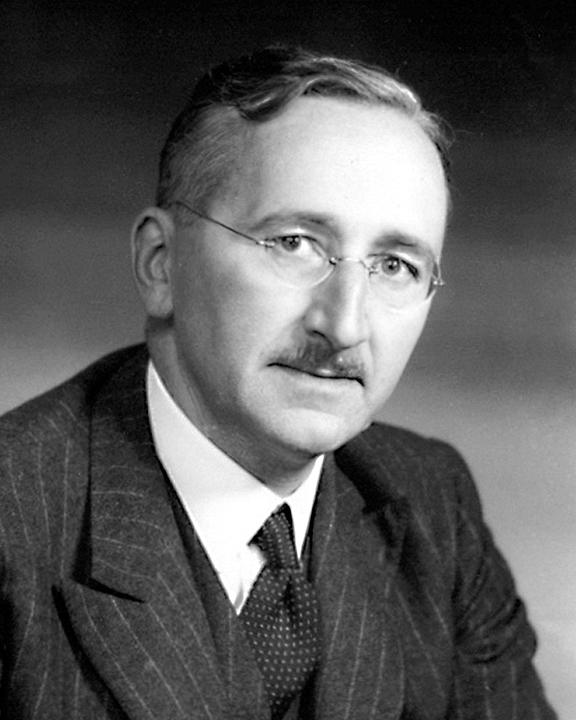
Friedrich Hayek, prix Nobel d'économie 1974, est l'une des inspirations intellectuelles de Margaret Thatcher, tout comme Milton Friedman.

La politique économique et sociale de Margaret Thatcher, le « thatchérisme », est, avec le « reaganisme », son pendant américain à la même époque, l'un des deux principaux avatars de la « révolution conservatrice » que connaît le monde à la suite de la phase de récession s'ouvrant avec les deux chocs pétroliers et la crise du keynésianisme. Si l'on peut dégager une série d'éléments qui le caractérisent, l'historien Eric J. Evans (en) souligne que la plupart des commentateurs contemporains s'accordent à dire que le thatchérisme ne constitue pas une idéologie cohérente en soi.
C'est dans les années 1970 que le thatchérisme prend forme, sous l'influence des penseurs et think tanks (clubs de réflexion) libéraux. Le thatchérisme se définit par trois caractéristiques fondamentales : le conservatisme politique, le libéralisme économique et le traditionalisme social. Margaret Thatcher se revendique d'Edmund Burke, économiquement libéral, mais politiquement conservateur.
Margaret Thatcher accorde une grande importance aux valeurs victoriennes du travail, de l'ordre, de l'effort et de self-help (auto-assistance), qu'elle reçut dans son éducation et dont elle dit dans ses Mémoires qu'elles jouèrent un grand rôle dans son parcours. Dès ses années d'université, elle se familiarise avec les idées libérales, à travers la lecture de La Société ouverte et ses ennemis de Karl Popper, La Route de la servitude ou, plus tard, La Constitution de la liberté de Friedrich Hayek. Il s'agit là d'une source d'inspiration importante de sa pensée, avec les ouvrages libéraux que lui conseillera Keith Joseph. De façon générale, le thatchérisme puise son inspiration politique et économique dans ces théories et dans celles de l'École monétariste de Chicago, incarnée par Milton Friedman, de l'école de l'offre d'Arthur Laffer et de l'École autrichienne, connue à travers Friedrich Hayek[réf. nécessaire].
Les libéraux classiques, comme Adam Smith, ont aussi eu une importante influence sur Margaret Thatcher, qui était convaincue de la justesse de la métaphore de la « main invisible ». Elle encourage de ce fait les libertés économiques individuelles, car elle les considère comme permettant le bien-être de la société tout entière.
Margaret Thatcher suivra ces théories en mettant en place à son arrivée au pouvoir une politique monétariste pure, caractérisée par des taux d'intérêt élevés visant à juguler l'inflation par la maitrise de la masse monétaire ; en abolissant le contrôle des changes ; en dérégulant le marché du travail pour basculer vers une politique de l'offre ; et en privatisant une partie de ses actifs. Nigel Lawson, chancelier de l'Échiquier entre 1983 et 1990, déclare ainsi en 1980 :

« La politique économique du nouveau conservatisme repose sur deux principes : le monétarisme et le libre marché en opposition à l'intervention de l'État et à la planification centralisée »

— Nigel Lawson, Conférence du Bow Group en août 1980
Elle revendique également des idées antisocialistes et écrit dans ses Mémoires : « je n'ai jamais oublié que l'objectif inavoué du socialisme — municipal ou national — était d'accroître la dépendance. La pauvreté n'était pas seulement le sol nourricier du socialisme : elle en était l'effet délibérément recherché ». Dans un discours devant le Conseil central de son parti, en mars 1990, elle déclare : « Le socialisme a l'État pour credo. Il considère les êtres humains ordinaires comme le matériau brut de ses projets de changements sociaux ». Les think tanks libéraux britanniques comme le Centre for Policy Studies, fondé en 1974 par Keith Joseph transmettent les idées de Thatcher au parti conservateur.

### Contexte économique et social
À son arrivée au pouvoir, le Royaume-Uni est dans une situation économique et sociale très difficile. Le déclin de la production industrielle, régulier depuis la fin de la guerre, s'est accéléré lors des années 1970. La priorité absolue donnée à la défense des droits sociaux et au soutien de la consommation par les gouvernements qui se sont succédé depuis 1945 atteint ses limites à la suite des nombreuses dépréciations de la livre sterling, qui creuse le déficit de la balance des paiements. Dans les années 1970, conservateurs et travaillistes alternent chacun politique de relance et politique de rigueur, tenaillés entre le besoin de croissance et celui de rétablir les finances publiques. Le très puissant pouvoir syndical paralyse le pays par son recours répété aux grèves massives,,. La crise atteint son paroxysme en 1978, avec un doublement du taux de chômage à 5,5 % et une inflation très forte. On désigne alors souvent le pays comme l'« Homme malade de l'Europe »,,. L'« hiver du Mécontentement », pendant lequel les syndicats lancent de longues grèves, à la suite du licenciement de 70 000 mineurs, que le gouvernement travailliste ne parvient plus à maîtriser, contribue à la victoire de Margaret Thatcher aux élections générales,.
En revanche, son arrivée au pouvoir coïncide avec la mise en production des gisements de gaz et de pétrole de la mer du Nord. Entre 1976 (12,2 Mt) et 1986 (127,1 Mt) la production britannique de pétrole a plus que décuplé, faisant de la Grande-Bretagne le sixième producteur mondial de pétrole. Lors de ses mandats, la rente pétrolière va contribuer à la fois au budget de la nation, avec dix milliards de livres de recettes les meilleures années, ainsi qu'à l'équilibre de la balance des paiements, limitant ainsi les effets de la désindustrialisation.

### De bons résultats économiques, mais un bilan social controversé
Partant de cette situation, elle laisse à son départ une situation économique jugée « assainie » par Le Monde ou « en voie de renaissance », et qui peut être caractérisée par quatre éléments : une inflation qui reste non négligeable malgré une nette baisse au milieu des années 1980, une croissance économique importante, un État dont la place dans l'économie s'est réduite malgré la hausse des prélèvements sociaux, et un chômage qui atteint 6,8 % lors de la dernière année au pouvoir de Thatcher en 1990,, s'installant de façon durable dans les anciens districts industriels.
Ses opposants lui reprochent une dégradation des infrastructures due à un manque de financement, une dégradation du secteur public, une augmentation de la précarité salariale, la baisse de qualité de l'éducation, en raison du manque d'enseignants ou de classes surchargées — ou d'une baisse du niveau général, notamment reprochée par l'aile droite des Tories, avec creusement des inégalités entre établissements —, la forte augmentation du nombre de pauvres — le taux de pauvreté, soit la part de la population qui gagne moins de 60 % du revenu médian, est passé de 13,4 % à 22,2 % pendant les mandats de Margaret Thatcher —, ainsi que de l'accroissement des disparités sociales et régionales,. Le niveau de vie britannique a en moyenne augmenté, mais les inégalités de revenus se sont creusées : entre 1980 et 1990, la part des 10 % les plus pauvres de la population a un revenu moyen en baisse de 10 %, tandis que les moyennes des revenus de tous les autres déciles augmentent,. Si les conséquences sociales et le « style abrasif » de Margaret Thatcher ont suscité des critiques,, en matière de protection sociale, le système de la santé publique (National Health Service) n'a pas été réformé,.
Margaret Thatcher met en application les théories d'inspiration monétariste en luttant contre l'inflation forte de la fin des années 1970 par des taux d'intérêt élevés et en favorisant l'ouverture économique aux capitaux étrangers ; elle réduit également les impôts directs, sans toutefois parvenir à limiter les prélèvements obligatoires : le pouvoir syndical reste fort au sein du secteur public, préservant les salaires des fonctionnaires restés en poste ; d'autre part, la mise en œuvre de sa politique nécessite des relais et des exécutants pour les responsabilités transférées à des services civils ou à des quangos. Après une hausse durant les quatre premières années de ses mandats, les dépenses publiques sont réduites de façon significative, en partie grâce à la fin de la participation financière de l'État qui soutenait l'activité de plusieurs industries « historiques », notamment des mines déficitaires, attitude qui tranche avec le volontarisme des voisins européens du Royaume-Uni dans leur tentative de sauvetage de l'industrie au cours des années 1980.
Margaret Thatcher a souvent été accusée d'avoir « désindustrialisé la Grande-Bretagne »,. En réalité, cette tendance lourde de l'évolution du tissu économique britannique avait déjà commencé avant son arrivée au pouvoir et s'est poursuivie dans les décennies suivantes, et, bien qu'elle se soit poursuivie sous ses mandats, la désindustrialisation du pays se faisait à un rythme moins rapide que sous ses prédécesseurs.
Le développement de la propriété privée, en particulier grâce à la vente des logements sociaux à leurs occupants, fait partie des conséquences directes de la politique de Margaret Thatcher, conformément à sa volonté affichée de faire du Royaume-Uni une « société de propriétaires ». Ses mandats ont ainsi permis l'émergence d'une classe moyenne de petits propriétaires, la proportion de propriétaires-occupants dans la population totale passant de 55 à 67 % entre 1979 et 1989. De même, elle a favorisé le développement de l'actionnariat : si trois millions de foyers détiennent des actions en 1979, ils sont trois fois plus nombreux en 1987.
La libération des contraintes bancaires commencée par Margaret Thatcher qui accompagne le vaste mouvement de déréglementation financière permet à la place de Londres de profiter largement de la financiarisation mondiale. Cette économie bancaire spéculative conduit néanmoins à la forte rétractation du Mercredi noir (16 septembre 1992) et selon certains, à l'instar du démocrate de gauche Romano Prodi, est à l'origine des dérèglements qui mènent à l'éclatement de la bulle de l'endettement dans les années 2000.
Catherine Mathieu de l'Observatoire français des conjonctures économiques (OFCE) estime que le creusement des inégalités entre Londres et le Sud-Est du pays, lié au « choix de la libéralisation de l'économie britannique » de Margaret Thatcher, explique que « des régions traditionnellement travaillistes [aient] finalement voté pour le Brexit » lors du référendum de 2016.
Un éditorialiste de The Independent, John Rentoul, estime que l'action de Margaret Thatcher était nécessaire, l'économie étant avant son arrivée inefficiente, et le pays handicapé par la toute-puissance des syndicats. Elle a posé les bases permettant la restauration de la compétitivité internationale, ainsi que de la croissance qu'a connue la Grande-Bretagne, et dont ont bénéficié d'autres pays, durant les décennies suivantes. Estimant que son action a montré au Parti travailliste que le capitalisme était la seule voie possible, il regrette toutefois son dogmatisme en matière de monétarisme, qui a conduit à une hausse très importante des taux d'intérêt, et le coût social de sa politique, qu'il s'agisse du chômage ou du démantèlement du pouvoir syndical, qui constitue, selon lui, un facteur d'explication à la précarité actuelle de nombre de travailleurs pauvres.
Lors de sa mort, en 2013, 50 % des personnes interrogées par l'institut de sondage ICM pour The Guardian estiment qu'elle a été une bonne Première ministre, alors que 34 % sont d'un avis contraire. Les principaux points de son action étant jugés positifs sont l'accession de nombreux Britanniques à la propriété et son opposition aux syndicats, tandis que l'instauration de la poll tax est perçue comme étant la moins bonne réforme de son passage au 10 Downing Street.

## Héritage politique

### Reconnaissance nationale

Les armoiries personnelles de Margaret Thatcher, après son anoblissement en 1995.

Margaret Thatcher reçoit de nombreux honneurs et décorations britanniques : elle est, par exemple, faite en 1991 Citoyenne d'honneur de la cité de Westminster, un honneur qui n'avait été accordé jusqu'alors qu'à Churchill.
Le blairisme du Premier ministre Tony Blair, qui prend la suite du conservateur John Major en 1997, marque un prolongement du thatchérisme pour sa trame libérale, mais avec des infléchissements : une reconsidération de la question des inégalités, la renationalisation d'entreprises d'intérêt général en déroute, ou encore une attitude moins isolée vis-à-vis de l'Union européenne, sans pour autant remettre fondamentalement en cause l'atlantisme traditionnel du pays.
Son influence culturelle sur la revitalisation des idées en faveur de l'économie de marché lui a été reconnue par ses adversaires politiques ; Peter Mandelson, député travailliste, écrivit ainsi dans une tribune libre publiée le 10 juin 2002 dans The Times : « Nous sommes tous des thatchériens ». Elle conserve aujourd'hui une aura importante dans le pays et est considérée par les Britanniques comme leur plus grande Première ministre de l'après-guerre. En 2011, un sondage mené par Ipsos Mori montre que 34 % des Britanniques considèrent Margaret Thatcher comme étant la Première ministre le plus compétent du pays ces trente dernières années, la plaçant ainsi en tête du sondage. Elle demeure néanmoins critiquée par plusieurs personnalités politiques, parmi lesquelles le député de la région de Rotherham, Denis MacShane, qui affirme en 2008 « qu'elle a condamné [la population de sa région] à un niveau de vie indigne pendant près de quinze ans, [elle lui voue encore] une haine viscérale ».
Margaret Thatcher a polarisé la vie politique du pays autour d'elle. Plus de quinze ans après son départ, l'intention prêtée en juin 2006 à Tony Blair de lui préparer des obsèques nationales a entraîné de nombreuses réactions ; le Daily Telegraph a consacré le 9 août sa une aux remous de l'affaire au sein du Parti travailliste. Plusieurs membres du parti du Premier ministre évoquent la possibilité de quitter le parti si cette information était confirmée. Les obsèques nationales sont normalement réservées à la famille royale britannique. Mais il existe certaines exceptions, comme en 1965 lors du décès de Winston Churchill, qui avait dirigé le pays pendant la Seconde Guerre mondiale. En raison du coût d'une telle cérémonie, évalué à trois millions de livres, une pétition circule pour exiger que, « en conformité avec son héritage, les funérailles soient financées et organisées par le secteur privé afin d'offrir le meilleur choix et rapport qualité-prix aux usagers et autres parties prenantes ». Finalement, après l'annonce de son décès, il est annoncé qu'elle n'aura pas d'obsèques nationales, mais des funérailles à la cathédrale Saint-Paul de Londres avec des honneurs militaires.
En 2015, un buste de Margaret Thatcher est inauguré par son fils Mark à Stanley, sur les îles Malouines.

### Reconnaissance internationale

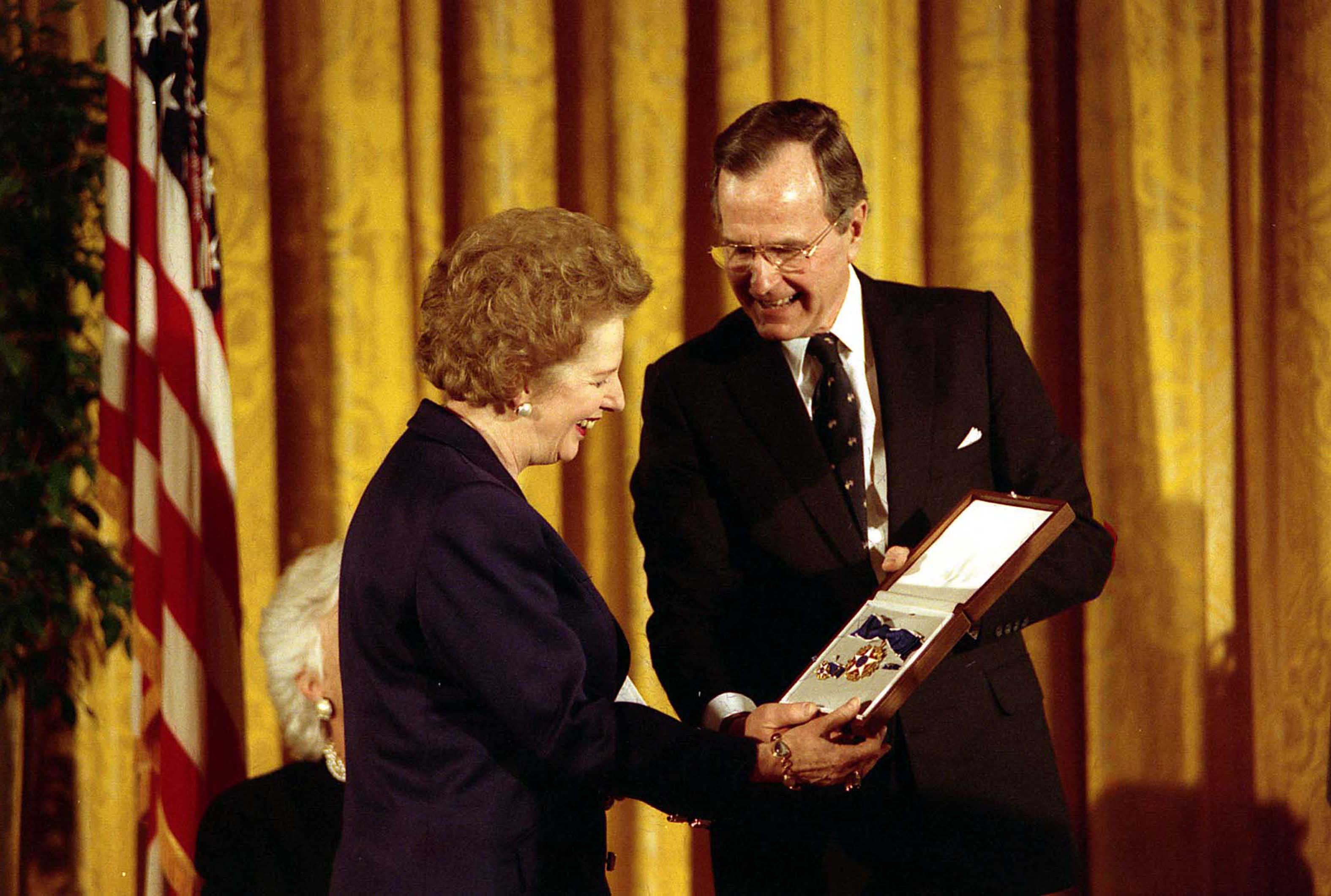
Margaret Thatcher recevant la plus haute décoration civile américaine, la médaille présidentielle de la Liberté, des mains de George H. W. Bush, 1991

Margaret Thatcher a reçu de nombreuses reconnaissances, britanniques ou étrangères. Elle a ainsi été décorée au Royaume-Uni de l'ordre de la Jarretière et de l'ordre du Mérite ; elle fait partie de la Royal Society et du Conseil privé de la reine Élisabeth II.
Elle a été également décorée de la médaille présidentielle de la Liberté américaine, du Ronald Reagan Freedom Award et est membre honoraire de la Heritage Foundation. Le magazine libertarien américain Reason l'a célébrée comme « héros de la liberté ».
Plusieurs lieux portent son nom dans les Îles Malouines, en souvenir du conflit de 1982 : Thatcher drive à Port Stanley ou la péninsule de Thatcher en Géorgie du Sud. Le 10 janvier est un jour férié dans les Malouines, le « Margaret Thatcher Day ».
Elle est décorée du Clare Boothe Luce Award (en) par la Heritage Foundation.

## Dans les arts et la culture populaire
Margaret Thatcher est une source inépuisable de représentations culturelles (cinéma, théâtre, musique, etc.), étant bien plus présente dans les médias et la culture populaire que n'importe quel autre dirigeant politique européen actuel ou passé, dans une dimension de fascination-répulsion des artistes. Ainsi, l'image dans la présentation artistique de son bilan outre-manche est souvent très biaisée, car elle fait l'impasse sur sa popularité et les succès de sa politique économique, insistant sur les aspects les plus négatifs de son action ou la représentant comme hystérique. Le prix Nobel de littérature Mario Vargas Llosa est l'un des rares écrivains à revendiquer une admiration pour Thatcher.

### Cinéma
La Grande-Bretagne des laissés-pour-compte de l'ère thatchérienne est le sujet de nombreux films, comme My Beautiful Laundrette (1985) de Stephen Frears, Les Virtuoses (1996) de Mark Herman, The Full Monty (1997) de Peter Cattaneo, Trainspotting (1995) de Danny Boyle, Billy Elliot (2000) de Stephen Daldry, This Is England (2006) de Shane Meadows ou encore la plupart des films de Ken Loach, notamment Raining Stones (1993). Margaret Thatcher est parfois évoquée dans ces films, mais elle n'apparaît pas comme personnage. En 2008, dans le film Hunger de Steve MacQueen, elle est présente à travers des archives de ses discours hostiles aux activistes de l'IRA.
Margaret Thatcher est en revanche un personnage à part entière dans d'autres film. En 1981, Janet Brown (en) l'incarne dans Rien que pour vos yeux de John Glen.
En 2011 sort un film biographique, La Dame de fer, avec Meryl Streep dans le rôle de Margaret Thatcher (qui lui vaut son deuxième Oscar de la meilleure actrice), et Jim Broadbent dans celui de Denis Thatcher, son mari. Si ce film est salué de manière quasi unanime pour l'interprétation, il n'en est pas de même pour la représentation de la politique et du portrait personnel de la « Dame de fer » qui en ressortent. Ainsi, certains journaux, tels que The Guardian, The Telegraph, The Times ou encore The Spectator, estiment qu'il ne témoigne pas, ou mal, des années Thatcher et du thatchérisme. Plusieurs personnalités politiques, notamment d'anciens ministres de Margaret Thatcher, insistent sur le côté « très émotionnel » du film, soit en saluant la performance de Meryl Streep (c'est par exemple le cas de Nigel Lawson), soit, au contraire, en condamnant l'image d'une femme « à moitié hystérique » qui en ressort, comme le fait Norman Tebbit. David Cameron, dans une interview à la BBC, reproche au film d'être « vraiment un film concernant davantage l'âge, la démence plutôt que l'action d'une ex-Première ministre extraordinaire ».
Elle apparait sous les traits de Lesley-Anne Down dans le film américain Reagan (2021) de Sean McNamara.
Dans son film Le Comte (2023), Pablo Larraín imagine que Margaret Thatcher est une vampire née au XVIIIe siècle et qu'elle est la mère d'Augusto Pinochet, lui aussi vampire. Dans ce film, Thatcher est interprétée par deux actrices selon les époques : Stella Gonet et Sofia Maluk.

### Télévision
Margaret Thatcher est jouée par Andrea Riseborough dans le téléfilm Margaret Thatcher: The Long Walk to Finchley (en) en 2008 et par Lesley Manville dans la série télévisée The Queen en 2009. En 2009 également, la BBC diffuse sur sa chaîne un téléfilm, Margaret, qui retrace la chute de la Première ministre, incarnée par Lindsay Duncan.
En 2020, dans la saison 4 de la série The Crown, Margaret Thatcher est incarnée par Gillian Anderson.

### Musique
Plusieurs chanteurs lui ont consacré des chansons.
En 1985, Renaud avec Miss Maggie dans l'album Mistral gagnant. D'abord écrite pour dénoncer la catastrophe du Heysel, la chanson prend la forme d'un hymne pour les femmes et d'une charge féroce contre Margaret Thatcher (« Moi je me changerai en chien si je peux rester sur la terre, et comme réverbère quotidien je m'offrirai Madame Thatcher »). La chanteuse française Sapho, dans son album de 1982 intitulé Passage d'enfer interprète également une chanson relative à Margaret Thatcher : Thatcher Murderer. En 1982, Roger Waters (chanteur, bassiste et compositeur de Pink Floyd) publie un concept-album, The Final Cut, où il est plusieurs fois question de Margaret Thatcher. Il y critique largement sa politique de l'époque (l'album a pour point de départ notamment la guerre des Malouines), son nom est mentionné à plusieurs reprises : « Oh, Maggie, Maggie, what have we done?, […] Galtieri took the Union Jack / And Maggie over lunch one day took a cruiser with all hands, apparently to make'em give it back ».
Dans son ouvrage biographique Mon éducation : Un livre des rêves, l'écrivain William S. Burroughs rêve de George W. Bush : « ...et alors on pourrait regarder Bush, cette salope au cul cousu de Thatcher ».
Elle constitue également une cible privilégiée du mouvement punk : le groupe britannique The Clash en fait notamment mention dans la chanson London Calling (1979) de l'album du même nom avec la phrase « The ice age is coming, the sun's zooming in », faisant référence à son accession au poste de Première ministre. Parmi les autres chansons de l'époque figurent I’m In Love With Margaret Thatcher, par The Notsensibles en 1979,, Maggie, par Chaos UK en 1981, Let's Start A War (Said Maggie One Day), par The Exploited en 1983, Maggie You Cunt, par le même groupe en 1985.
Le nom du groupe de heavy metal britannique Iron Maiden, bien que désignant un instrument de torture (la vierge de fer), n'est pas sans rappeler le surnom de « dame de fer ». Ils publient en 1980 le single Sanctuary, dont la pochette représente Margaret Thatcher poignardée par Eddie (la mascotte du groupe) pour avoir arraché une de leurs affiches de concert. Sur l'illustration de la première édition, les yeux sont masqués par un bandeau noir afin de faire croire à une décision de censure. L'année suivante paraît le single Women in Uniform où apparaît à nouveau la Première ministre du Royaume-Uni, cette fois armée d'un pistolet-mitrailleur L2A3 et guettant Eddie.
La chanson Shipbuilding (en) dont les paroles ont été écrites par Elvis Costello est un pamphlet à l'encontre de Margaret Thatcher et de « sa » guerre des Falklands Islands. Selon la chanson, la guerre donne du travail dans les chantiers navals abandonnés. Mais, à peine construits, les bateaux conduiront les jeunes ouvriers au combat pour s'y faire tuer. Shipbuilding a été créée en 1983 par Robert Wyatt avant d'être reprise par Elvis Costello, lui-même alors accompagné par Chet Baker.
En 1988, Morrissey lui consacre également une chanson, Margaret on the guillotine, dans son premier album solo Viva Hate. Dans cette chanson, Morrissey s'adresse à Thatcher et lui demande quand elle va mourir (« When will you die? »), car les gens comme elles l'épuisent et le font se sentir mal.
L'album Amarok de Mike Oldfield sorti en 1990 se termine avec une imitation de plusieurs minutes de la voix de Margaret Thatcher.
En 2009, la chanson Quan Lo Pet du groupe de musique électro-médiévale Helium Vola mélange un extrait d'un discours prononcé par Margaret Thatcher en 1979 avec un texte scatologique du XIIe siècle.
À la mort de Margaret Thatcher, en 2013, une campagne menée par des opposants parvient à faire monter la chanson Ding-Dong! The Witch Is Dead à la 3e place du hit-parade officiel. Tirée du film Le Magicien d'Oz, cette chanson célèbre joyeusement la mort d'une « méchante sorcière », ce qui revient à dépeindre Thatcher comme une personne maléfique. La démarche a été appréciée par certains comme légitime et relevant des chants de révolte, alors que d'autres l'ont jugée déplacée ou de mauvais goût.

## Ouvrages
- Mémoires, t. I : 10, Downing Street, Éditions Albin Michel, 1993, 624 p. (ISBN 978-2-226-06590-2).
- Mémoires, t. II : Les chemins du pouvoir, Éditions Albin Michel, 1995, 786 p. (ISBN 978-2-226-07835-3).
- (en) Statecraft : Strategies for a Changing World, Londres, Harper Perennial, 2003, 512 p. (ISBN 978-0-06-095912-8).
- Discours (1968-1992), Paris, Les Belles Lettres, 2016, 560 p. (ISBN 978-2-251-39909-6).